# Sphinxkwartier
Het Sphinxkwartier, ook wel Belvédère Binnensingel, is een voormalig industrieterrein in het centrum van de Nederlandse stad Maastricht. In het gebied, dat het noordelijk deel van de buurten Statenkwartier en Boschstraatkwartier omvat, ligt de bakermat van de Maastrichtse industrie. Nabij de Boschstraat en de binnenhaven Bassin liggen ongeveer vijftien 19e- en 20e-eeuwse fabrieksgebouwen, die in het verleden deel uitmaakten van de glas- en aardewerkfabrieken van Petrus Regout en de opvolger daarvan, Koninklijke Sphinx. Na het vertrek van de sanitairfabrikant uit de binnenstad in 2006, is het gebied getransformeerd tot een wijk met diverse bestemmingen. Vrijwel alle fabrieksgebouwen in het Sphinxkwartier behoren tot het industrieel erfgoed van Maastricht. Enkele hebben de status van rijksmonument. Sinds 2019 is het Sphinxkwartier een zogenaamd 'ankerpunt' van de Europese Route voor Industrieel Erfgoed.

## Ligging en straatnamen
Het Sphinxkwartier valt buiten de officiële wijk- en buurtindeling van Maastricht en heeft daarom geen officieel vastgestelde grenzen. Meestal worden de binnen de singels gelegen voormalige industrieterreinen van de Sphinx bedoeld. De west- en noordgrens worden dan gevormd door de Frontensingel en de Fransensingel. Aan de zuidzijde grenst het Sphinxkwartier aan de Maagdendries en het Bassin, gebieden die eveneens sterk in ontwikkeling zijn. Aan de oostzijde ligt het grote, nog in bedrijf zijnde fabriekscomplex van papierfabrikant Sappi (voorheen Koninklijke Nederlandse Papierfabriek). De tussen het Bassin en de Maas gelegen culturele vrijplaats Landbouwbelang is geen onderdeel van het Sphinxkwartier, maar is daar wel mee verbonden, evenals de kunstenaarsinitiatieven in het naburige Staten- en Frontenkwartier (De Brandweer, Het Radium, LABgebouw, Gashouder).
De noord-zuid door het Sphinxkwartier lopende Boschstraat deelt het gebied in tweeën. Het ten westen van de Boschstraat gelegen deel werd voorheen – enigszins verwarrend – aangeduid als Sphinxterrein. Het deel ten oosten van de Boschstraat wordt meestal aangeduid met de al even verwarrende benaming Timmerfabriek (de eigenlijke timmerfabriek of kistenmakerij is slechts een klein onderdeel van dit complex).
In 2017 is het noordelijk deel van het binnenterrein (tussen het Eiffelgebouw, de Mouleurs en de Kop van de Sphinx) omgedoopt tot Petrus Regoutplein, waarmee de grondlegger van de Maastrichtse industrie na een eeuw discussie zijn straatnaam heeft gekregen. Het plein tussen de Boschstraat en de nieuwe onderdoorgang onder het Eiffelgebouw is Sphinxcour genoemd. Het plantsoen tussen de Sphinx-showroom en het Eiffelgebouw heet Fenikshof en het straatje dat naar de poort aan de Boschstraat leidt heet Penitentenpoort. De straatnamen van nog aan te leggen straten en pleinen zullen eveneens verwijzen naar het industriële verleden van het gebied: Het Hooghuis, Het Kinderwetje, Aan de Brikkebouw, De Cassij en Passage du Chemin de Fer.

## Geschiedenis

### Pre-industriële tijd
Het gebied waar in de negentiende eeuw de grootschalige industrialisatie van Maastricht begon, heeft een lange geschiedenis. Door de bouw van de tweede middeleeuwse stadsmuur in de veertiende eeuw kwam dit gebied op of net binnen de stadswallen van Maastricht te liggen. Het gedeelte van de stadsmuur tussen het Schonenvaardersbolwerk aan de Maas en de Lindenkruispoort telde een tiental muurtorens, waarvan de namen grotendeels onbekend zijn. Ongeveer in het midden lag de Boschpoort, de noordelijke stadspoort. Nabij de noordwestelijke knik in de muur, waar deze naar het zuiden afboog, werd in de zeventiende eeuw, mogelijk in 1636, een kat (of cavalier) opgeworpen, de Boschkat. Vanaf de zestiende eeuw werden in het schootsveld van de muur de eerste buitenwerken aangelegd, die in de loop van de eeuwen daarna steeds verder uitdijden.
Binnen de stadsmuren bevond zich een relatief dunbevolkt stadsdeel met enkele kloosters en verder voornamelijk moestuinen en boomgaarden. Een van die boomgaarden was de Biesenboomgaard, horend bij de Commanderij Nieuwen Biesen van de ridders van de Duitse Orde, waar later de Sphinx-magazijnen en de Timmerfabriek gebouwd zouden worden. Aan de westzijde van de Boschstraat kwam in 1673 het Penitentenklooster tot stand. Ten zuiden van dit klooster werd eind 18e eeuw een joodse begraafplaats aangelegd.
De Boschstraat was vanouds de hoofdstraat in dit gebied. In de zijstraten woonde de arbeidersbevolking, in de middeleeuwen vooral lakenwevers.

### Vroeg-industriële ontwikkeling
Tijdens de korte periode van het Verenigd Koninkrijk der Nederlanden (1815-30) vonden op het terrein van de in 1796 opgeheven Commanderij Nieuwen Biesen belangrijke infrastructurele werken plaats: van 1817 tot 1824 werd hier de Zuid-Willemsvaart aangelegd en vanaf 1826 de binnenhaven het Bassin. Hierdoor konden in dit deel van de stad vroeg-industriële ontwikkelingen op gang komen.
In 1826 vestigde zich de koopman-industrieel Petrus Laurentius Regout in een pand aan de Boschstraat, pal tegenover het Bassin. In de achterliggende tuinen begon hij met enkele tientallen werknemers een kristalslijperij, enkele jaren later uitgebreid met een kristal- en glasblazerij. In 1835 kwam daar nog een spijkerfabriek bij, in 1836 gevolgd door een aardewerkfabriek. In 1863 verwierf Regout het voormalige Penitentenklooster, dat kort daarna afbrandde, waardoor er ruimte voor nieuwe fabrieken ontstond. In enkele tientallen jaren groeide het bedrijf uit tot een industrieel imperium, waar in 1865 al meer dan 2000 arbeiders werk vonden.
In 1872 kocht Petrus Regout van het Rijk een deel van de voormalige vestinggronden om er verdere uitbreidingen van zijn glas- en aardewerkfabrieken te realiseren. Na aankoop van een groot stuk grond aan de Maagdendries in 1876 besloeg het fabrieksterrein 9,8 hectare. De op het terrein gelegen noordwestelijke stadsmuur, de waltorens en de Boschkat werden tussen 1872 en 1875 gesloopt. Hier verrezen vanaf 1875 nieuwe fabrieksgebouwen, onder andere het Poortgebouw, de Mouleurs, de Brikkenbouw en het Decoratieatelier, die grotendeels bewaard zijn gebleven. Waarschijnlijk dateert ook de fabrieksmuur langs de Frontensingel uit deze periode. Enkele decennia later volgden de Gipsfabriek en het Molengebouw (beide uit 1893), de Vormenmakerij (1903) en de Sanitairfabriek (1916). Het Molengebouw werd in 1918 uitgebreid.
Aan de andere kant van de Boschstraat, aan de noordzijde van het Bassin, kwamen de ontwikkelingen nu ook goed op gang. In 1905 maakte de oude stoomzagerij uit 1860 plaats voor nieuwe kantoren, een toonzaal en een magazijncomplex met sheddaken en veel lichttoetreding. Vijf jaar later verrees ten oosten hiervan een hypermoderne elektriciteitscentrale in een traditioneel ogend gebouw. Bij het Hennebique-gebouw en de ketelhuizen werd juist gekozen voor een meer functionele vormgeving. Het gehele complex aan het Bassin, later bekend geworden als Timmerfabriek, bleef daarna een eeuw lang vrijwel ongewijzigd.

### Laat-industriële ontwikkeling
In 1925 beëindigde de N.V. Sphinx, zoals de fabrieken van Regout toen heetten, de fabricage van glas en kristal. Twee jaar later werd een nieuwe divisie opgericht voor de fabricage van sanitair aardewerk (wasbakken, badkuipen, toiletten, enz.). De oude glasfabrieken werden gesloopt en op die plek verrees een moderne sanitairfabriek van gewapend beton, het huidige Eiffelgebouw (1929-41). Vanaf 1934 werden aan weerszijden twee enorme hallen gebouwd met gasgestookte tunnelovens, die de talloze ronde en vierkante ovens op het terrein vervingen. Doordat meerdere tunnelovens op één schoorsteen konden worden aangesloten, nam in deze periode het aantal fabrieksschoorstenen drastisch af. Voor de bouw van Eiffel I, II en III en de tunnelovens moesten veel 18e- en 19e-eeuwse panden langs de Boschstraat, waaronder ook alle fabrieksgebouwen uit de begintijd, worden gesloopt.
In de jaren vijftig werd het fabriekscomplex ingrijpend gerationaliseerd, onder andere door de fusie tussen Sphinx en Société Céramique in 1958. In 1950 kwam de nieuwe showroom gereed, waarna de oude toonzaal in de Timmerfabriek een andere functie kreeg. Hetzelfde gebeurde met de directie- en verkoopkantoren, die in 1956 een nieuw, functioneel onderkomen kregen. In 1970 stonden op het terrein nog slechts vijf schoorstenen. Vanaf 1977 werd de 'Cassij' gesloopt, een fabriek voor vuurvaste materialen uit omstreeks 1880. Hier verrees een groot expeditiecentrum, toegankelijk voor vrachtwagens vanaf de Maagdendries, geflankeerd door twee enorme loodsen voor de keramische producten. De fabrieksspoorlijnen raakten in onbruik en de Timmerfabriek-magazijnen kwamen leeg te staan. De laatste vierkante ovens aan de Maagdendries werden in deze periode afgebroken. Tussen 1982 en 1987 verdwenen ook alle tunnelovens. Ervoor in de plaats kwamen enkele rolovens. In 1992 werd de laatste schoorsteen opgeblazen.
Koninklijke Sphinx werd in 1999 overgenomen door het Finse Sanitec en in 2006 verliet het bedrijf de historische fabriekspanden aan de Boschstraat om een ultramodern bedrijfspand op het industrieterrein Beatrixhaven te betrekken, "de modernste sanitairfabriek ter wereld". Nog geen drie jaar later werd de productie naar Finland overgeplaatst en was het 175-jaar oude bedrijf ter ziele.

### Post-industriële ontwikkeling
Het voormalige industrieterrein van de Sphinx was van den beginne onderdeel van het zeer ambitieuze stedelijk ontwikkelingsproject Belvédère, dat grote delen van Noordwest-Maastricht omvatte. Door de kredietcrisis van 2007-2011 en het afhaken van investeerders moesten diverse onderdelen van dit megaproject (voorlopig) worden geschrapt. Het binnen de singels gelegen Sphinxterrein met het dominante Eiffelgebouw werd gezien als het meest urgente, en tevens meest kansrijke deelproject. Het terrein werd in 2013 omgedoopt in 'Sphinxkwartier' en is thans de kern van 'Belvédère Binnensingel'. De herbestemming van het Sphinxterrein hing nauw samen met andere projecten in de omgeving, zoals de omlegging van het Noorderbrugtracee, de ontwikkeling van het Frontenpark en de aanleg van een tramlijn tussen Hasselt en Maastricht. Van deze projecten zijn de eerste twee afgerond. In mei 2022 besloot de Vlaamse regering dat de plannen voor de sneltram, die in Maastricht een halte voor het Eiffelgebouw zou krijgen, definitief niet doorgaat.

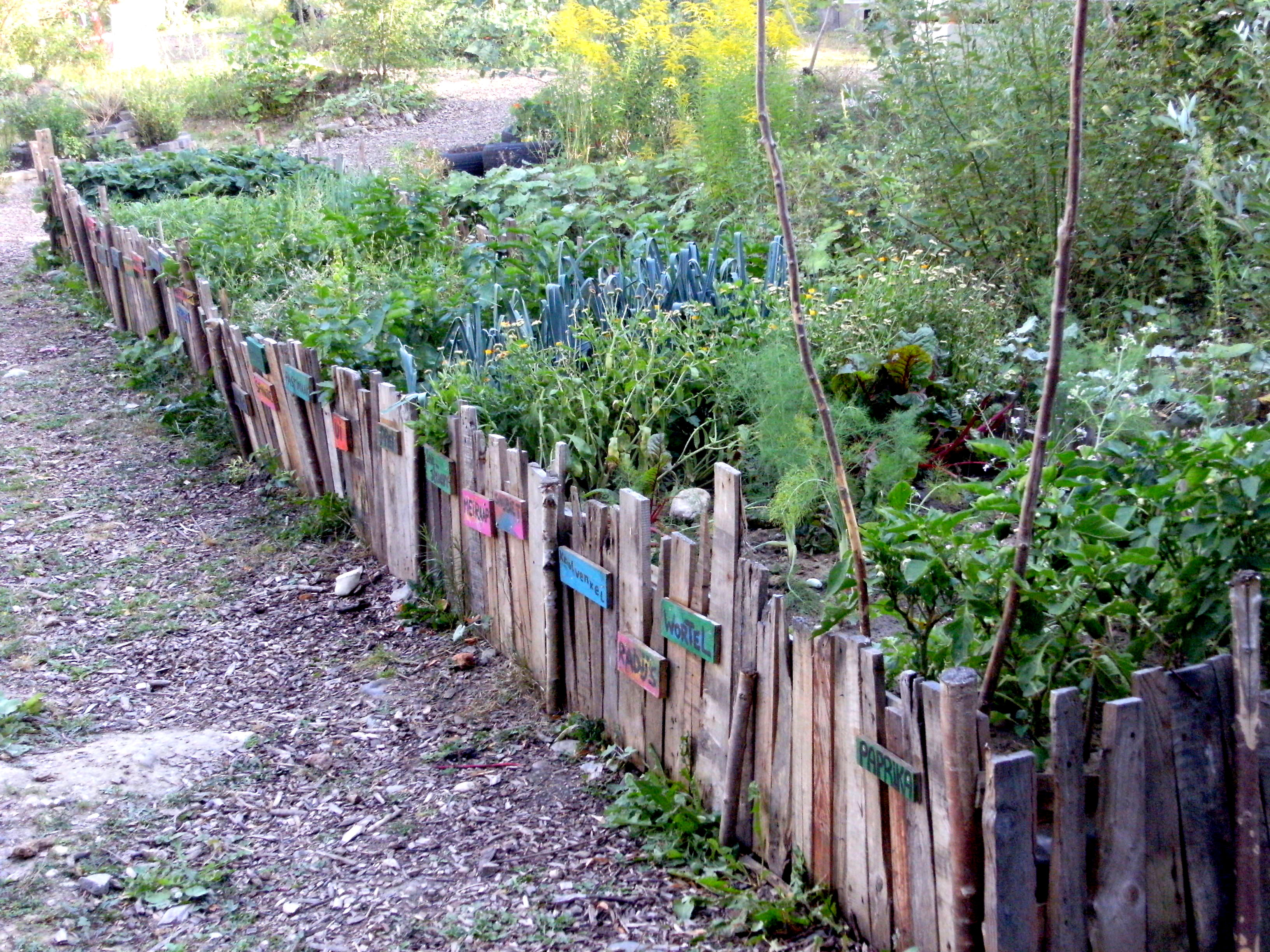
Tijdelijk Sphinxpark, 2012

Na het vertrek van de Sphinx in 2006 werden de naoorlogse, niet-monumentale fabriekshallen meteen gesloopt. Op het vrijgekomen middendeel werd een groot parkeerterrein aangelegd. Het zuidelijk deel werd in gebruik genomen als tijdelijk park met stadslandbouw, het Sphinxpark. In 2010 presenteerde architect Jo Coenen een plan om in een deel van het Eiffelgebouw en enkele naburige gebouwen een nieuw cultuurcluster, 'quartier des arts' genoemd, onder te brengen. Hiertoe zouden onder meer het Conservatorium Maastricht, de Toneelacademie Maastricht, de Academie Beeldende Kunsten Maastricht en de nieuwe kunstopleiding i-arts van de Universiteit Maastricht naar het Eiffelgebouw moeten verhuizen. Het plan bleek te kostbaar en bij de meeste kunstopleidingen was weinig animo om het Jekerkwartier te verlaten.
Vanaf 2010 werd, in het kader van de Maastrichtse kandidatuur voor de titel Culturele Hoofdstad van Europa 2018, voorrang verleend aan de herbestemming van de Timmerfabriek tot 'cultuurfabriek'. Hoewel de titel in 2013 aan Maastricht voorbij ging, werden de plannen voor de Timmerfabriek toch doorgezet, als onderdeel van het culturele Sphinxkwartier. In afwachting van definitieve plannen ondergingen de magazijnen, kantoren en toonzaal in 2008 een cascorestauratie om deze ruimtes geschikt te maken voor tijdelijke evenementen. Daarna vonden er diverse grote evenementen plaats, zoals de KunstTour, de expositie Out of Storage, de Affordable Art Fair en het mode-evenement Fashionclash. In 2013 vestigde zich het poppodium de Muziekgieterij in de magazijnen van de Timmerfabriek. Anno 2018 wordt een deel van de magazijnen verbouwd voor een nieuwe kleine zaal en andere publieksruimten. Aan de noordkant van het complex, waar vroeger hotel De Ossekop stond, wordt een grote concertzaal voor maximaal 1100 bezoekers gebouwd. In het kantoren- en toonzaalgedeelte van de Timmerfabriek vestigde zich in 2013 het architectuurcentrum Bureau Europa (voorheen NAi Maastricht). Omstreeks dezelfde tijd begon ook de ingrijpende verbouwing van de voormalige elektriciteitscentrale met bijbehorende gebouwen voor filmhuis Lumière. In de ketelhuizen, die met behoud van de stalen dakconstructie geheel opnieuw zijn opgebouwd, zijn zes filmzalen gerealiseerd. Het filmhuis werd in oktober 2016 geopend.
Aan de andere kant van de Boschstraat, de eigenlijke bakermat van het bedrijf van Petrus Regout, lieten de ontwikkelingen langer op zich wachten. Om verder verval te voorkomen, vond op initiatief van de gemeente Maastricht en de provincie Limburg vanaf 2014 een cascorestauratie van het Eiffelgebouw plaats, die ruim 21 miljoen euro kostte. Kort daarna meldde zich The Student Hotel om een groot deel van het gebouw te vullen. Begin 2019 vestigde de coöperatie 'Gedeelde Weelde' op de begane grond een supermarkt. Tussen het Eiffelgebouw en de Boschstraat, waar eertijds de tunnelovens lagen, werd in 2014-15 een bioscoop van Pathé Nederland gebouwd met acht zalen. Tussen dit gebouw en De Eiffel gelegen, is in 2017 de museale Sphinx Passage geopend. In de directe nabijheid vestigde zich in het voormalige Sphinxkantoor het onderzoeks- en opleidingscentrum UNU-MERIT van de United Nations University en de Universiteit Maastricht. De woon- en designwinkel Loods 5 is sinds 2019 de nieuwe gebruiker van de Mouleursgebouwen en de Kop van de Sphinx, aangevuld met nieuwbouw. In de Brikkenbouw vestigde zich de koffiebranderij en theepakkerij Blanche Dael.
In 2018 ging, na jarenlang uitstel, de nieuwbouw van Sphinx-Zuid van start. Op de terreinen van de in 2006 gesloopte naoorlogse fabriekshallen, werden door de RO groep en 3W real estate circa 400 appartementen en grondgebonden woningen gebouwd. Aan de Maagdendries verrezen drie appartementencomplexen als collectief opdrachtgeverschap. Anno 2022 is Sphinx-Zuid zo goed als voltooid en worden plannen gemaakt om het middengebied, het huidige parkeerterrein, te bebouwen.

## Industrieel erfgoed

### Fabrieksmuur en -poorten
De fabriekspoort aan de Boschstraat uit circa 1865 is het oudste onroerend erfgoed op het terrein. De poort betekende voor duizenden arbeiders het begin of einde van een (lange) werkdag en is op veel oude foto's en tekeningen te zien. De monumentale poort in neoclassicistische vormen bestaat uit twee zware pijlers van Naamse steen en een boogconstructie van gepleisterde baksteen. De fabrieksmuur, die langs de Frontensingel nog vrijwel geheel intact is, is omstreeks 1875 opgetrokken, toen na de sloop van de vestingwerken het fabrieksterrein werd uitgebreid. De poort op de meest noordelijke punt van het terrein (bij het Poortgebouw) dateert volgens de jaarsteen uit 1873. De muur aan de Maagdendries, die minder oud was, is in 2018 grotendeels gesloopt.

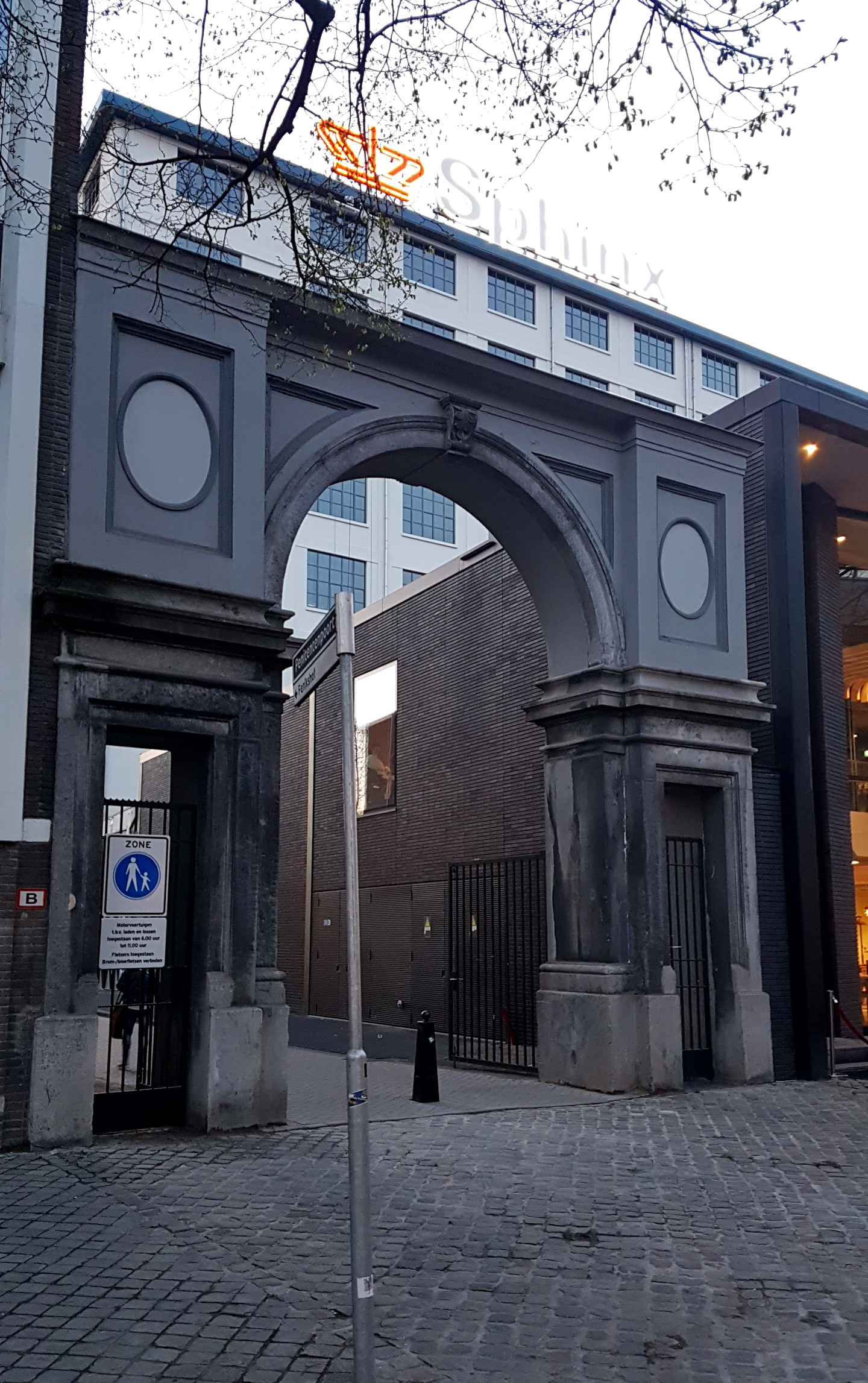
Fabriekspoort Boschstraat
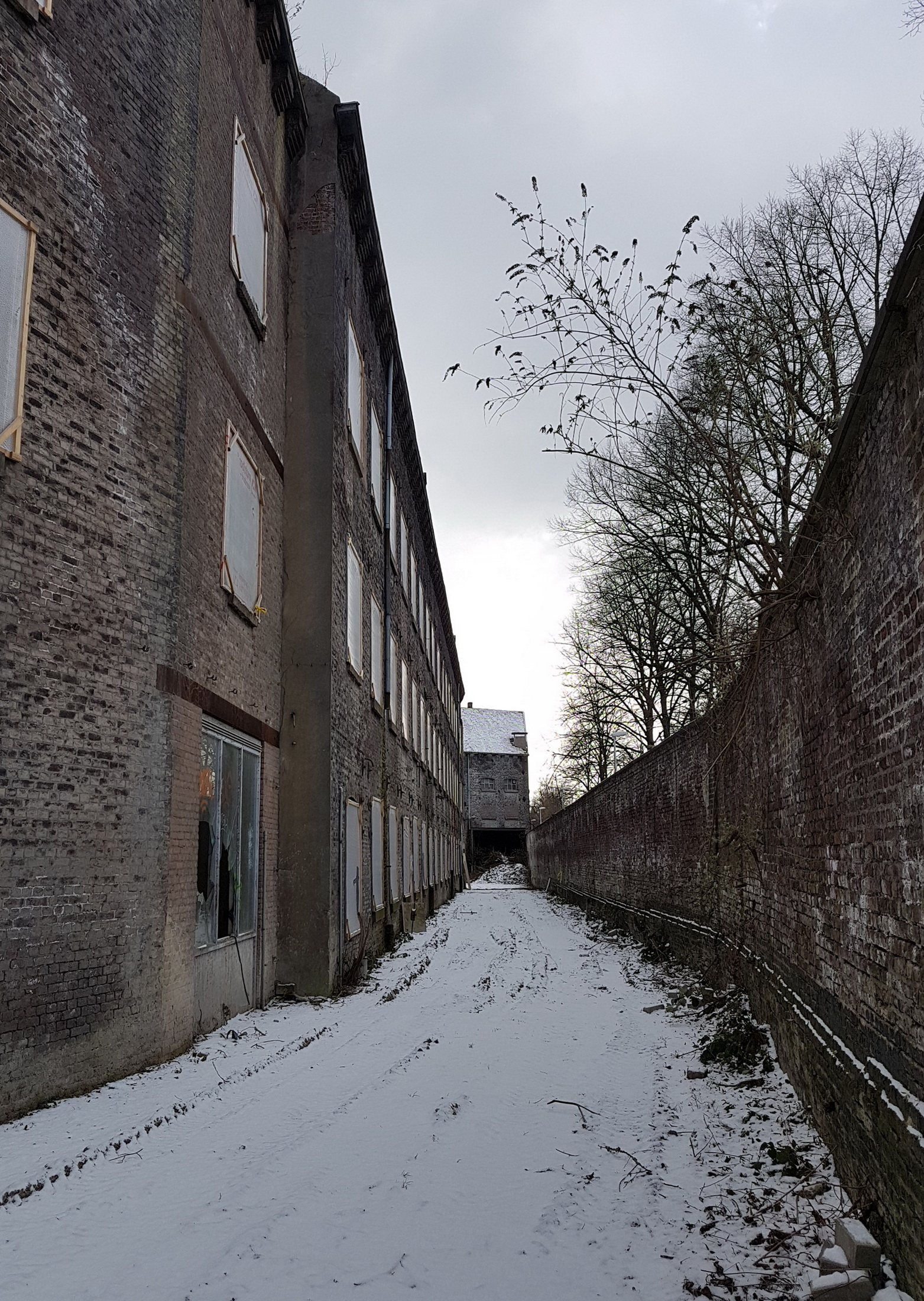
Fabrieksmuur Mouleurs
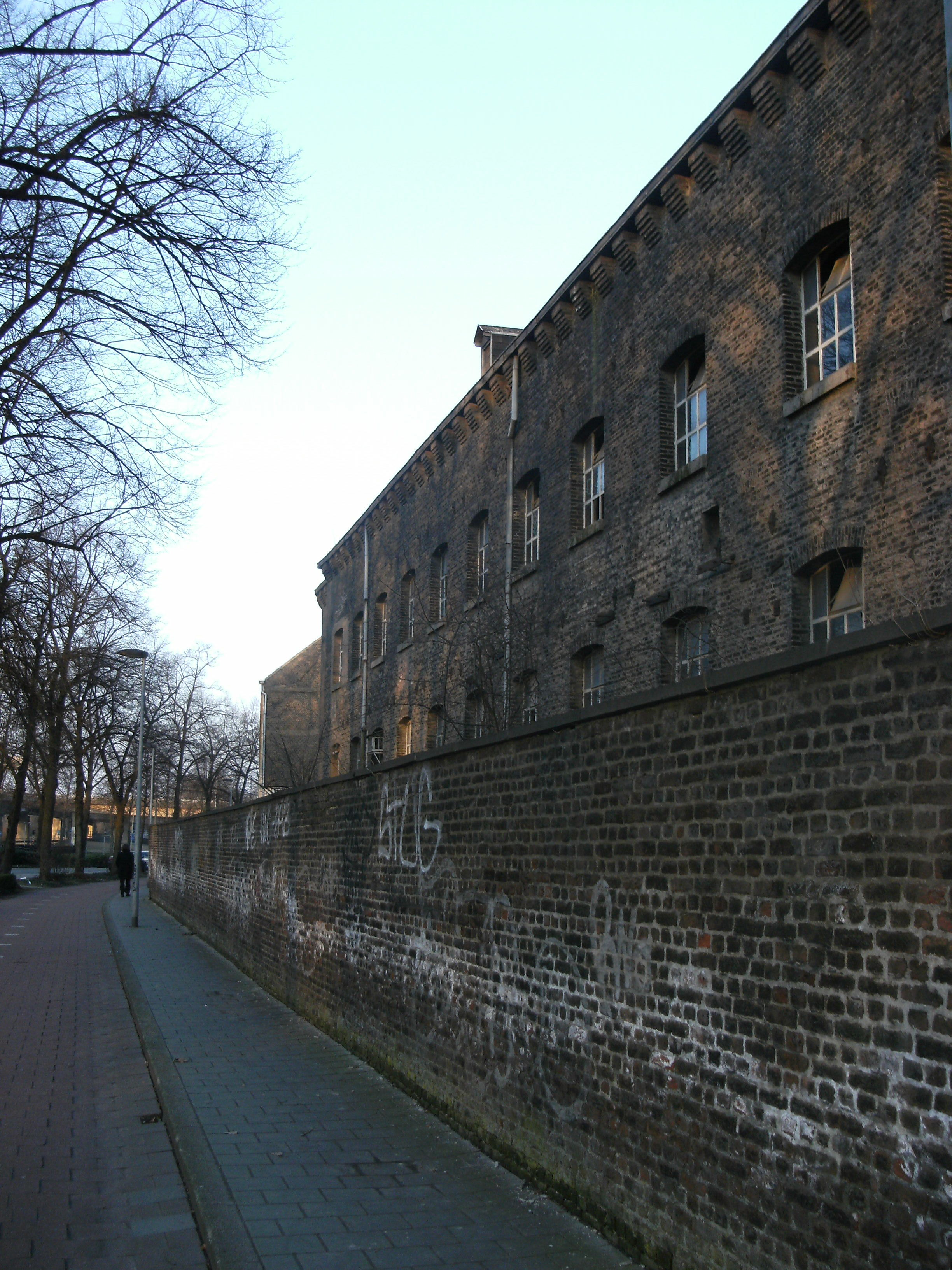
Fabrieksmuur Frontensingel
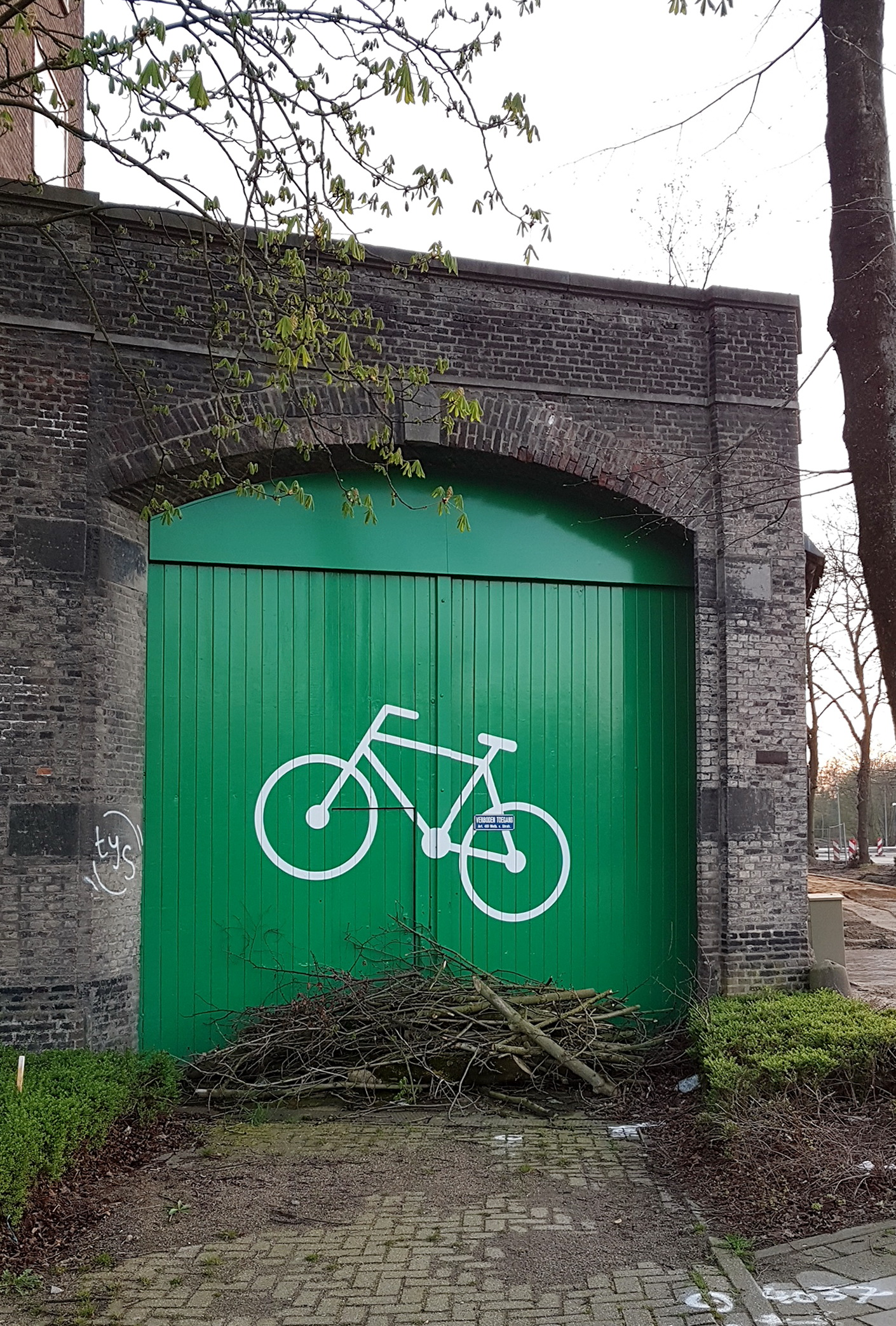
Poort noordelijke punt

### Nieuwe kantoor en showroom

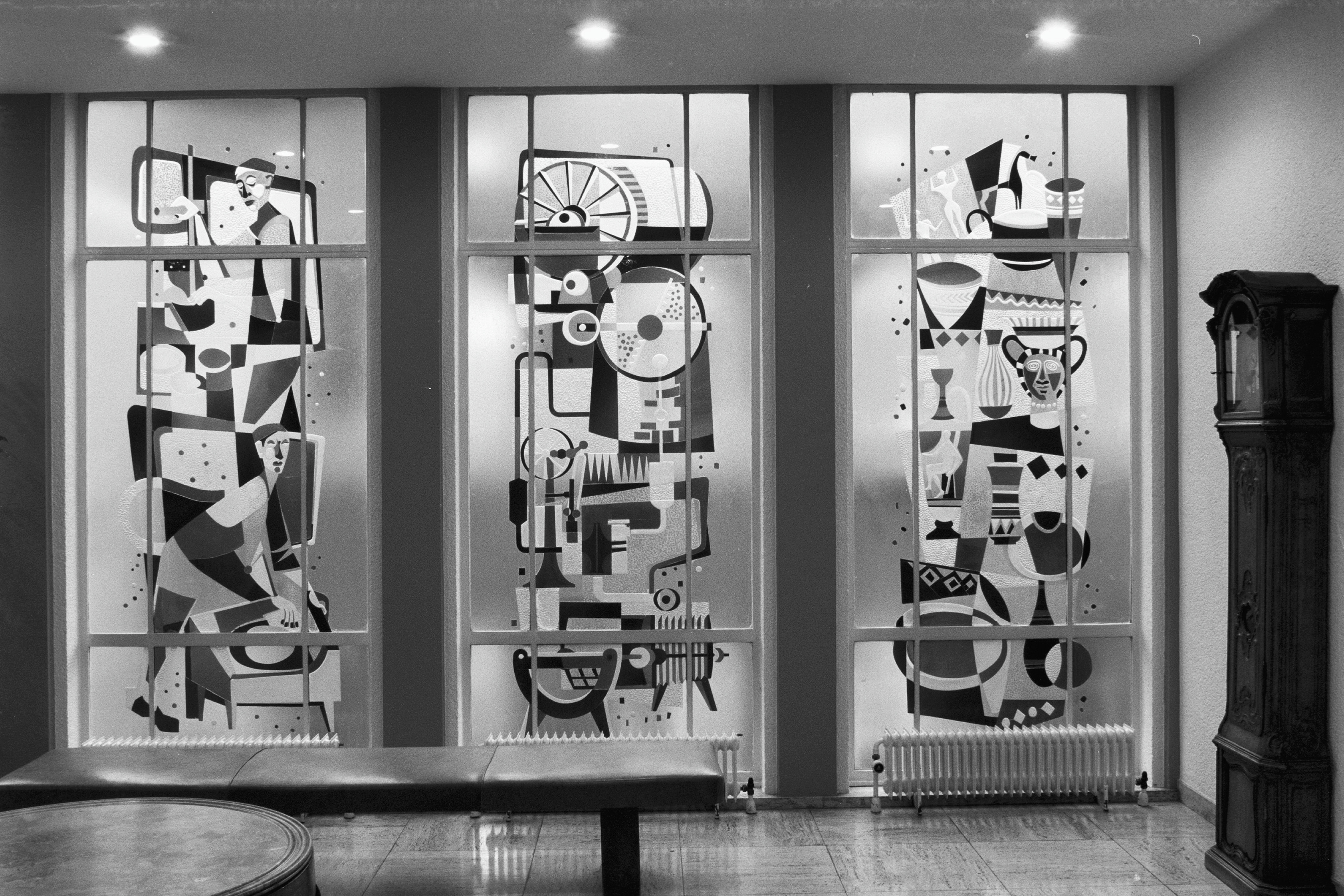
Glas-appliquéraam in het nieuwe kantoor

Het kantoorgebouw van de Sphinx aan de Boschstraat werd van 1954-56 gebouwd en verving een markant pand, het 'Hooghuis', naast de fabriekspoort. Het nieuwe gebouw in functionalistische stijl werd ontworpen door A. Postma uit Deventer. In de zuidgevel bevinden zich vier grote glas-appliquéramen van Frans Slijpen, die de vier elementen en de vervaardiging van aardewerk voorstellen. In een trappenhuis is een tegelmozaïek van Huub Levigne aanwezig. In 2015 is het pand grondig gerenoveerd voor de nieuwe gebruiker, UNU-MERIT.
De nieuwe showroom voor sanitairproducten kwam in 1950 gereed naar een ontwerp van de Amsterdamse architect Jan van Erven Dorens. Het is een rechthoekig gebouw dat deels uit beton is opgetrokken. De voorgevel (de noordgevel) is van baksteen met enkele decoratieve elementen die classicistisch aandoen. Het pand heeft een tweede entree voor bezoekers, die zich in een aanbouw aan de oostzijde bevindt. Deze is te bereiken via een steegje vanaf de Boschstraat, dat aldaar gemarkeerd is door twee 19e-eeuwse hekpijlers. De entree zelf heeft een deuromlijsting in Lodewijk XV-stijl met een deurkalf in dezelfde stijl. Deze zijn van elders afkomstig. In het interieur is de staalconstructie die het flauw hellende zadeldak draagt zichtbaar gelaten. Sinds het vertrek van de Sphinx is hier het informatiecentrum van de wijkontwikkelingsmaatschappij Belvédère gevestigd, die er onder andere maquettes van het Belvédèregebied toont. Het plantsoen aan de noordzijde dateert uit de jaren veertig.

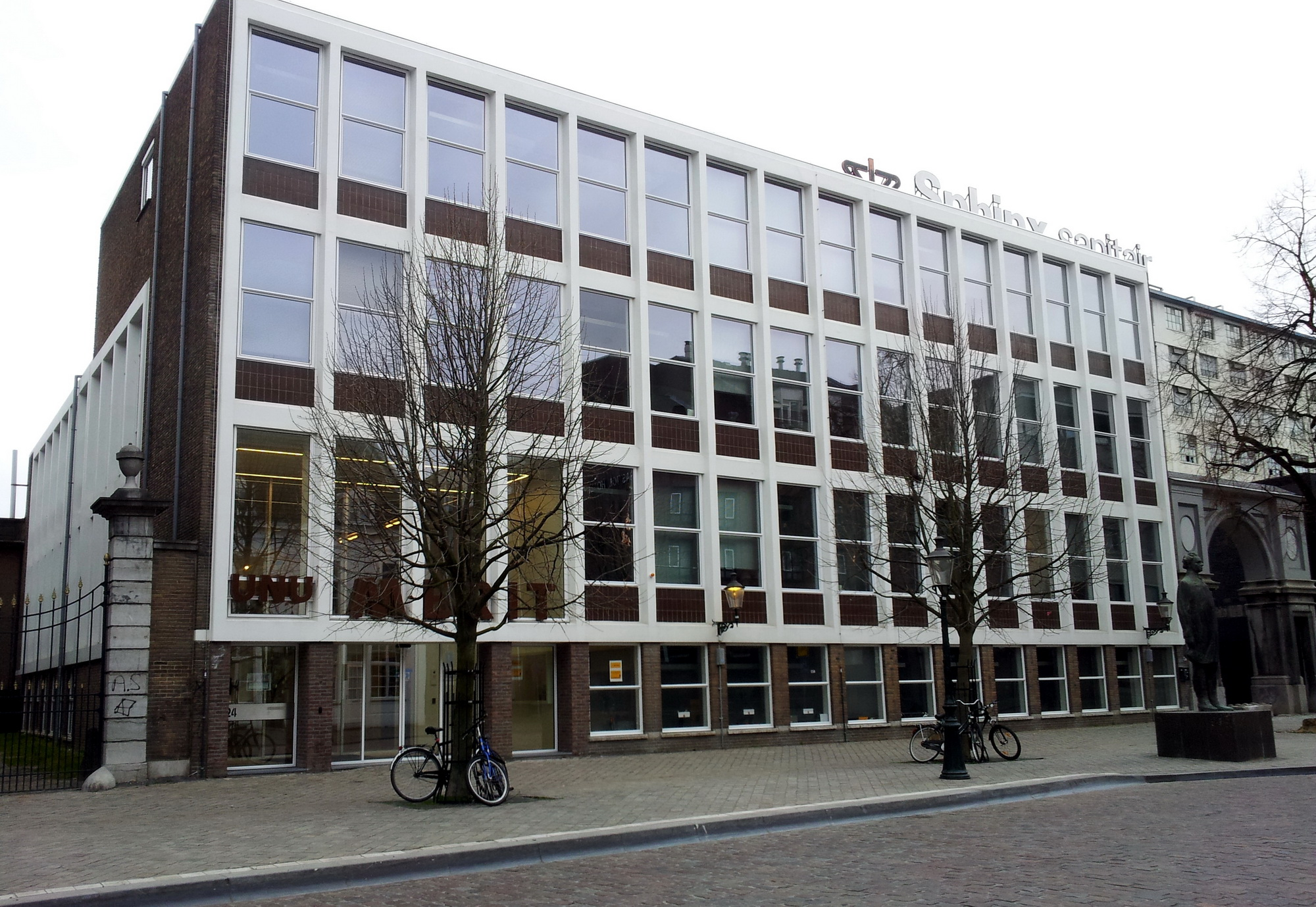
Kantoor Boschstraat
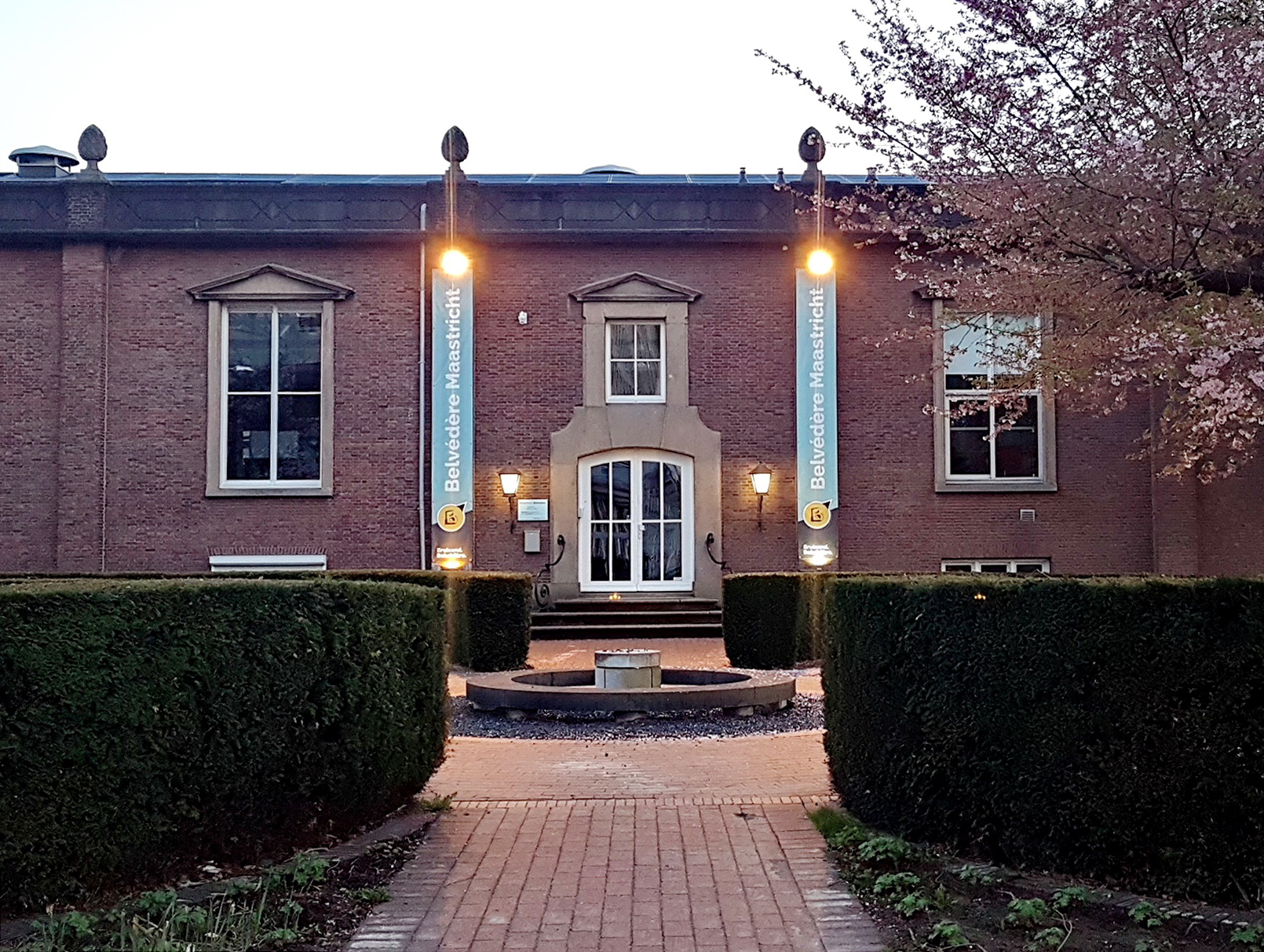
Noordgevel showroom
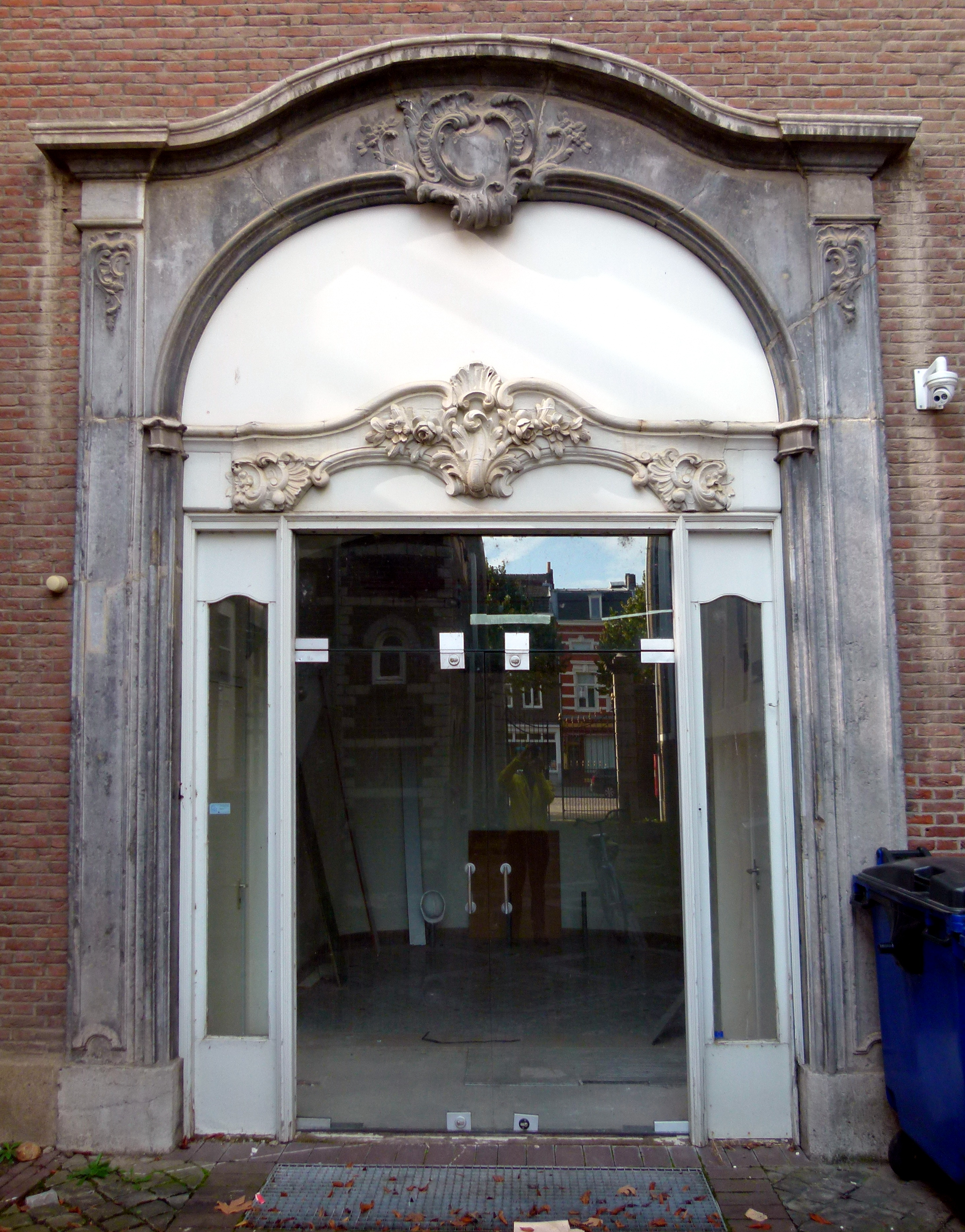
Bezoekersentree showroom
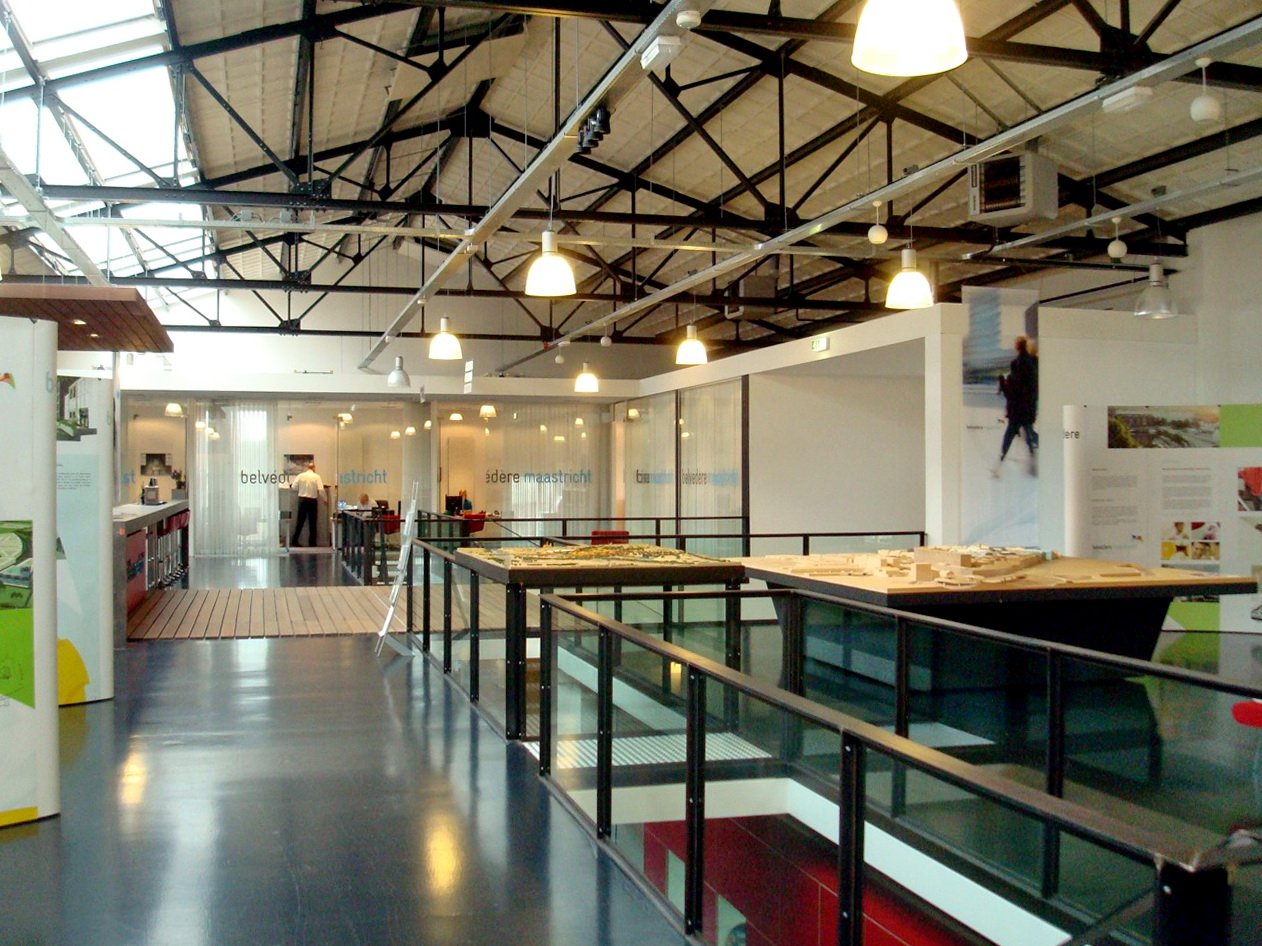
Infocentrum in vm. showroom

### Eiffelgebouw
De drie gebouwen die gezamenlijk het Eiffelgebouw of De Eiffel vormen, liggen parallel aan de Boschstraat en domineren door hun lengte (180 m) en hoogte (33 m) het Sphinxkwartier. Het gebouwencomplex in de stijl van de nieuwe zakelijkheid is in drie fasen tot stand gekomen: Eiffel I (het middendeel) in 1929, Eiffel II (het zuidelijk deel) in 1930 en Eiffel III (het noordelijk deel) door de crisis en oorlog pas in 1941. Het acht verdiepingen hoge pand heeft een rechthoekige plattegrond en wordt gedekt door een plat dak (met enkele opbouwen, waaronder een recent toegevoegde sky lounge). De gevelvelden tussen het betonnen geraamte zijn ingevuld met cementstenen, die in de jaren 1940 zijn wit gesausd. Bij de verbouwing van 2014-17 zijn de gevels van Eiffel III op de begane grond deels verwijderd, waardoor een onderdoorgang onder het gebouw is ontstaan.
In het interieur zijn de drie bouwfases vooral te herkennen aan de kolommen: Eiffel I en II hebben een vergelijkbare betonskeletconstructie van gewapend beton (met paddenstoelkolommen, betonbalken en betonnen vloerplaten); Eiffel III heeft een staalskeletconstructie. Circa 60% van het gebouw wordt sinds 2017 in beslag genomen door The Student Hotel. Op de hoogste etages van de noord- en zuidkop zijn lofts gebouwd. Het overige deel wordt ingevuld met horeca en detailhandel (begane grond) en creatieve bedrijven (o.a. FabLab).
Aan weerszijden van het Eiffelgebouw bevinden zich circa 120 m lange glasstraten, overdekte gangen met glazen dakconstructies rustend op stalen zuilen. De oostelijke gang, ingeklemd tussen De Eiffel en de Pathé-bioscoop, is ingericht als openbaar toegankelijke, museale wandelroute (Sphinx Passage). De westwand is deels van glas en biedt een blik in het Eiffelgebouw. De andere wand, de blinde muur van de bioscoop, is over de gehele hoogte en lengte betegeld. Een deel van de 30.000 tegels zijn bedrukt en vormen tableaus die de geschiedenis van de aardewerkproductie op deze locatie illustreren. De tegeltableaus worden afgewisseld met vitrines, waarin Maastrichts aardewerk wordt tentoongesteld. Voor de gang aan de westzijde van het Eiffelgebouw, die aan een van de lange kanten geheel open is, is nog geen bestemming.

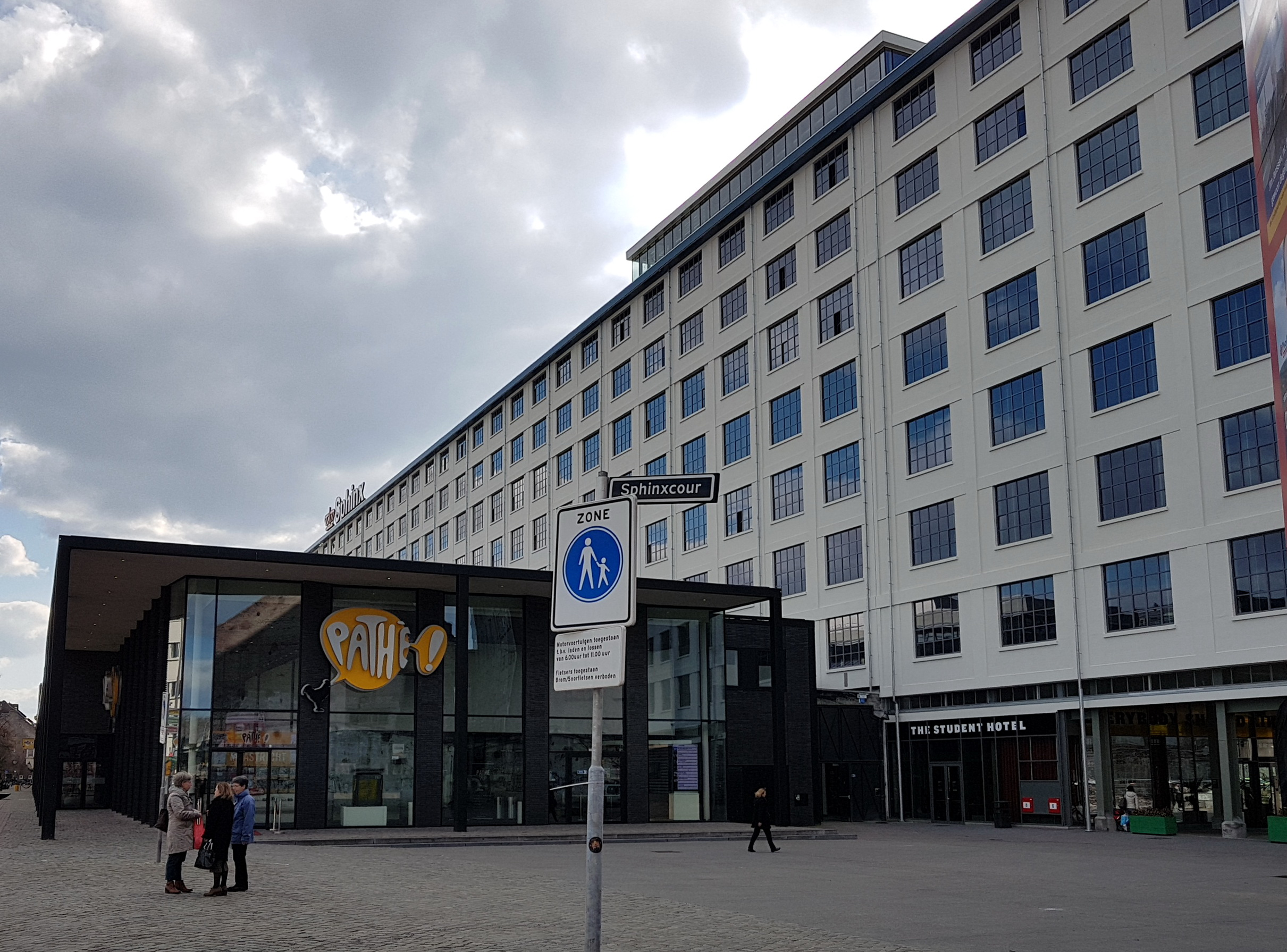
Eiffel III met onderdoorgang en Pathé-bioscoop
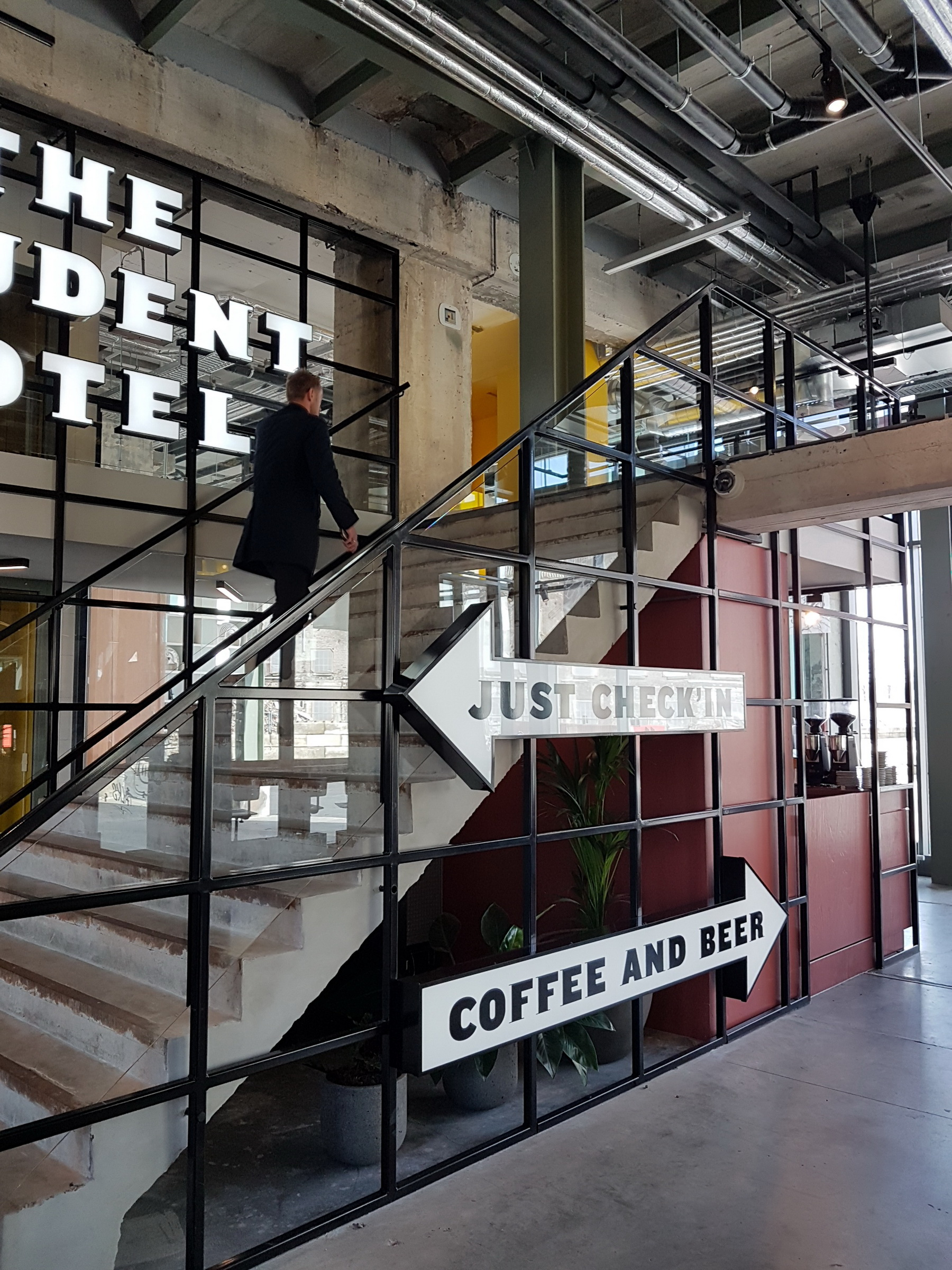
Begane grond Eiffel I: lobby The Student Hotel
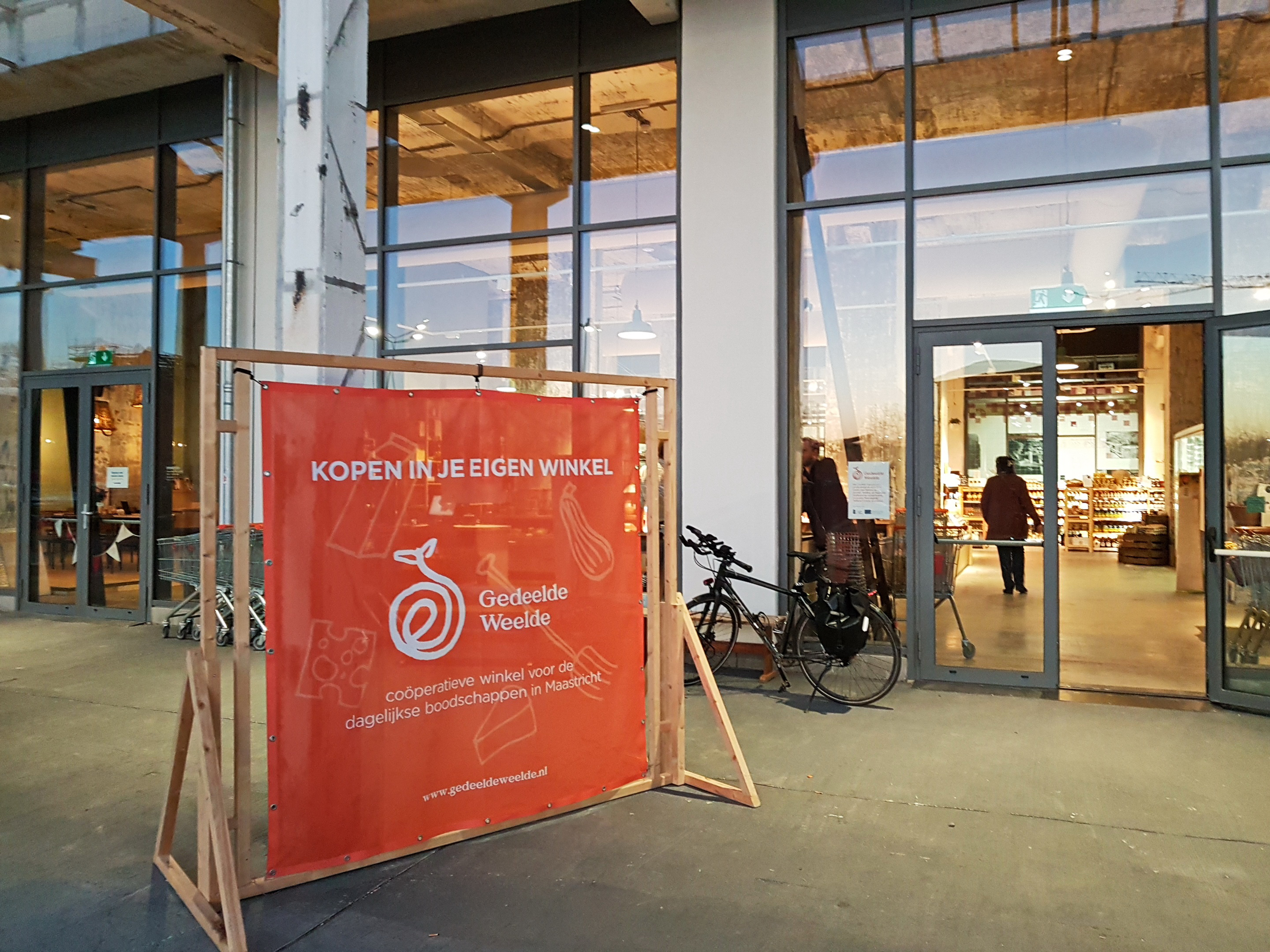
Begane grond Eiffel II: Gedeelde Weelde
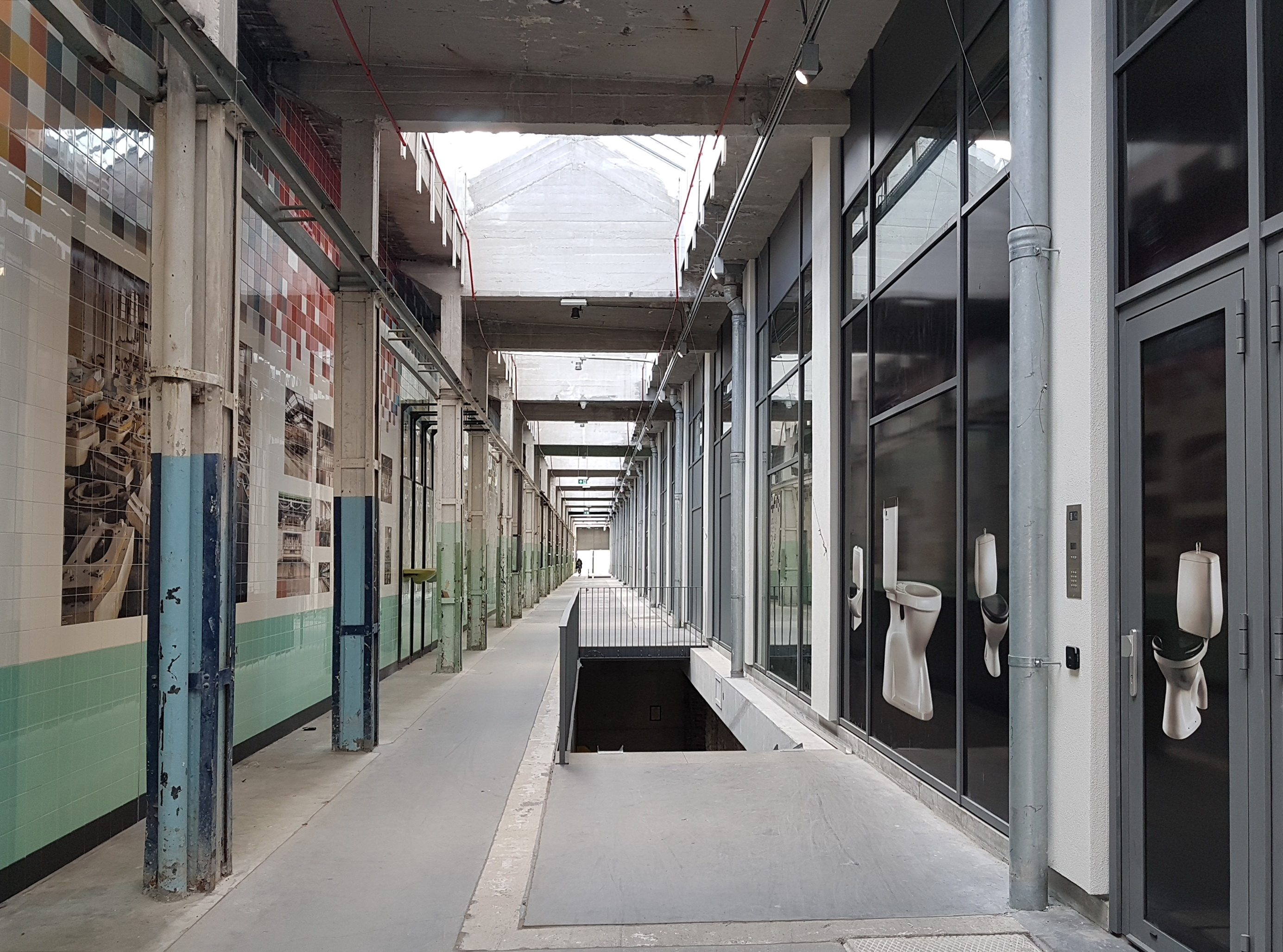
Sphinx Passage met tegeltableaus

### Mouleurs en Brikkenbouw

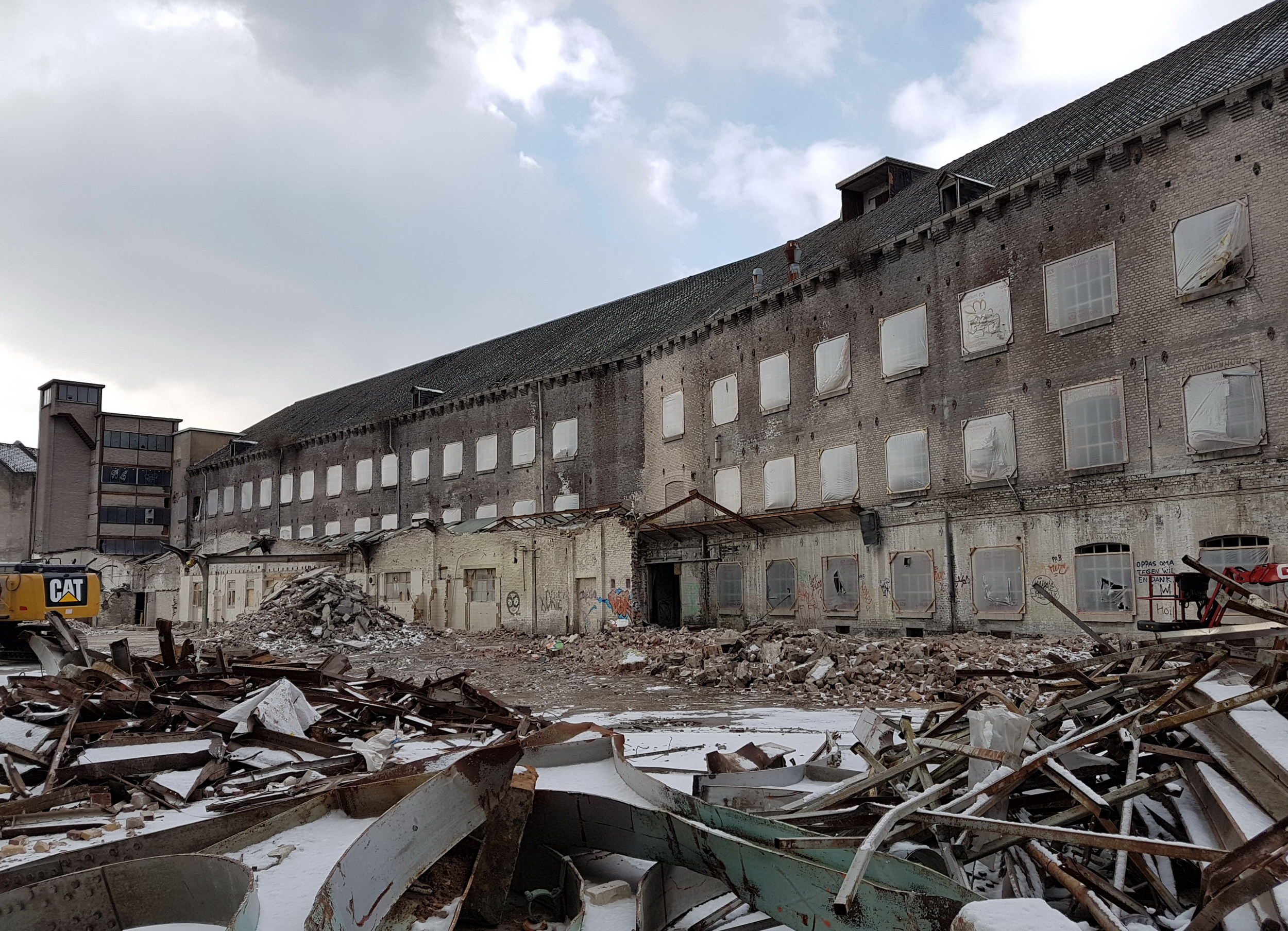
Gebouwen A en C van de Mouleurs met gesloopte glasstraat op het binnenterrein. In 2019 verrees hier de nieuwbouw van Loods 5

De gebouwen A, B en C, oorspronkelijk 'Faïencerie', tegenwoordig meestal 'Mouleurs' of 'De Belgen' genoemd, zijn voorbeelden van de Belgische fabrieksbouwstijl, zoals die ook in steden als Luik, Namen en Hasselt te vinden is. Het zijn langgerekte 'schuren' met gewelfde kelders, daarboven drie verdiepingen met gietijzeren kolommen en cassetteplafonds, en ruime zolders met houten spanten onder hoge pannendaken. De muren zijn gemetseld van donkere baksteen met klaverbladvormige muurankers en een gemetselde sierlijst onder de dakrand. De gietijzeren ramen zijn eenvormig, met een licht gebogen bovenrand en onderverdeeld in 12, 20 of 25 ruiten. De vensterbanken zijn van Naamse steen. Gebouw A en het dwars daarop geplaatste gebouw B dateren uit 1875; gebouw C, aan de noordkant, uit 1885. In de loop der jaren zijn tegen de oostzijde en tegen de uiteinden allerlei bouwsels verschenen, waaronder een glasstraat ('Avenue Adolphe', genoemd naar Adolphe Regout). De gebouwen C en A zijn in 2018 en 2019 gerestaureerd en ingericht voor meubel- en designwinkel Loods 5. De glasstraat op het binnenterrein is vervangen door nieuwbouw, waardoor het zicht op de oude fabrieksgebouwen vanaf het Petrus Regoutplein verdwenen is. Gebouw B wordt anno 2019 gerestaureerd, maar heeft nog geen bestemming.
De Brikkenbouw kwam eveneens in 1875 tot stand en bestond oorspronkelijk uit twee gewelfde verdiepingen. In dit gebouw werden bakstenen ('brikken') gemaakt. In 1926 werd het gebouw vergroot door de toevoeging van vier etages in gewapend beton. Door de sloop van de omliggende fabriekshallen is het nu een markant, vrijstaand gebouw op het zuidelijk deel van het terrein. De nieuwe gebruiker, Maison Blanche Dael, restaureerde het gebouw en voegde een nieuwe volume toe, waarin de koffiebranderij werd gevestigd.

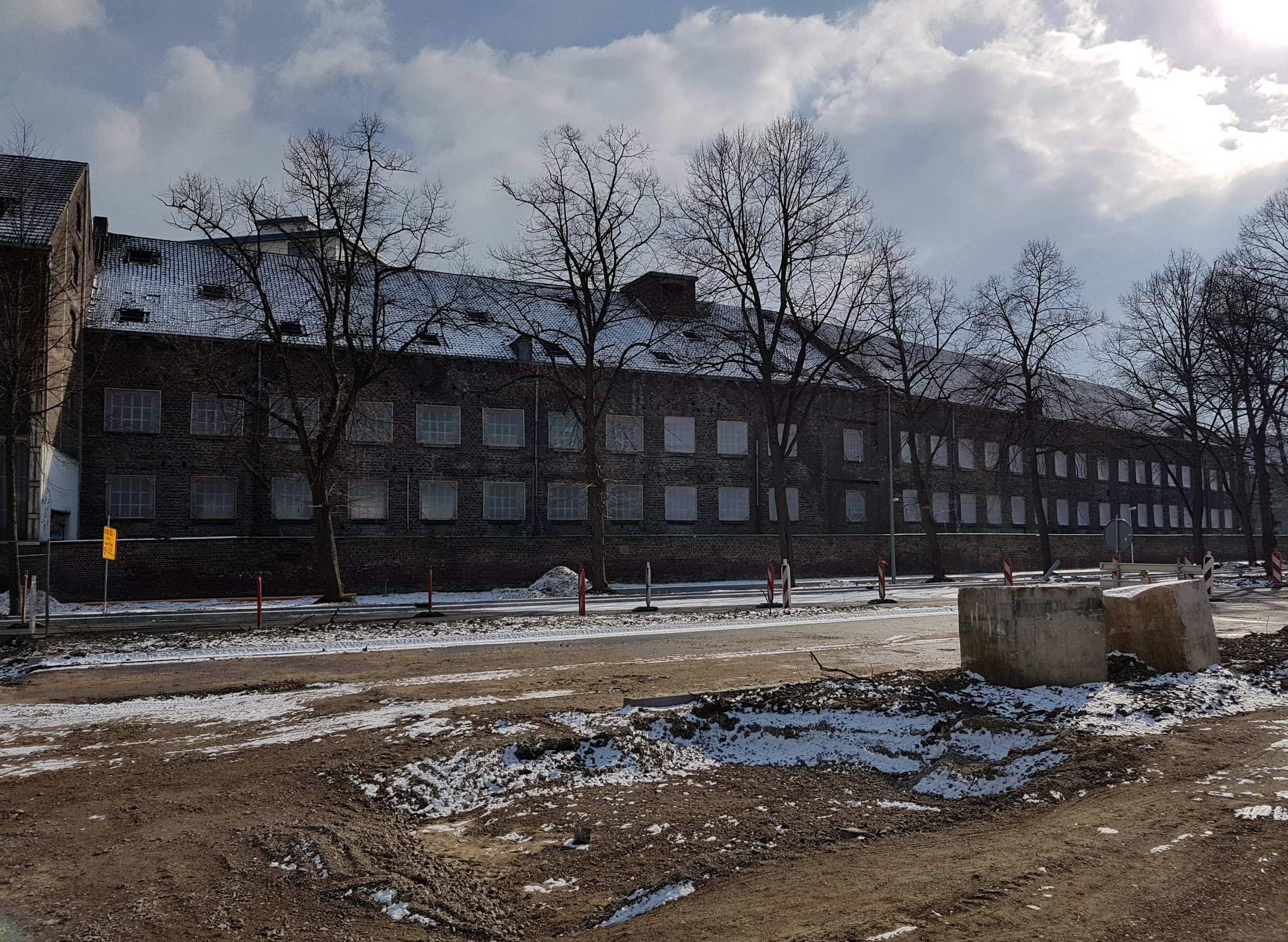
Frontensingel: gebouw C en A
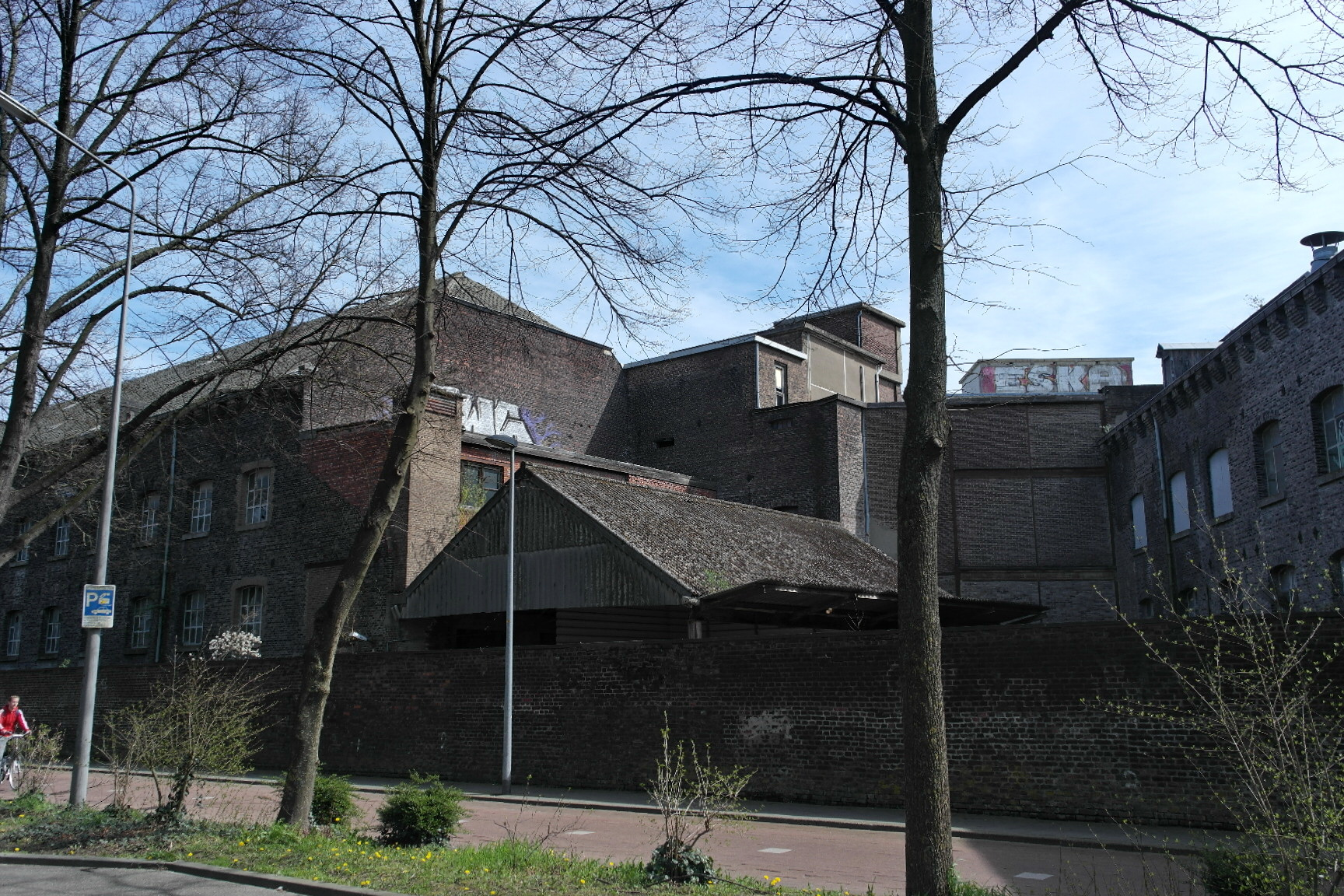
Aanbouwsels gebouw A en B
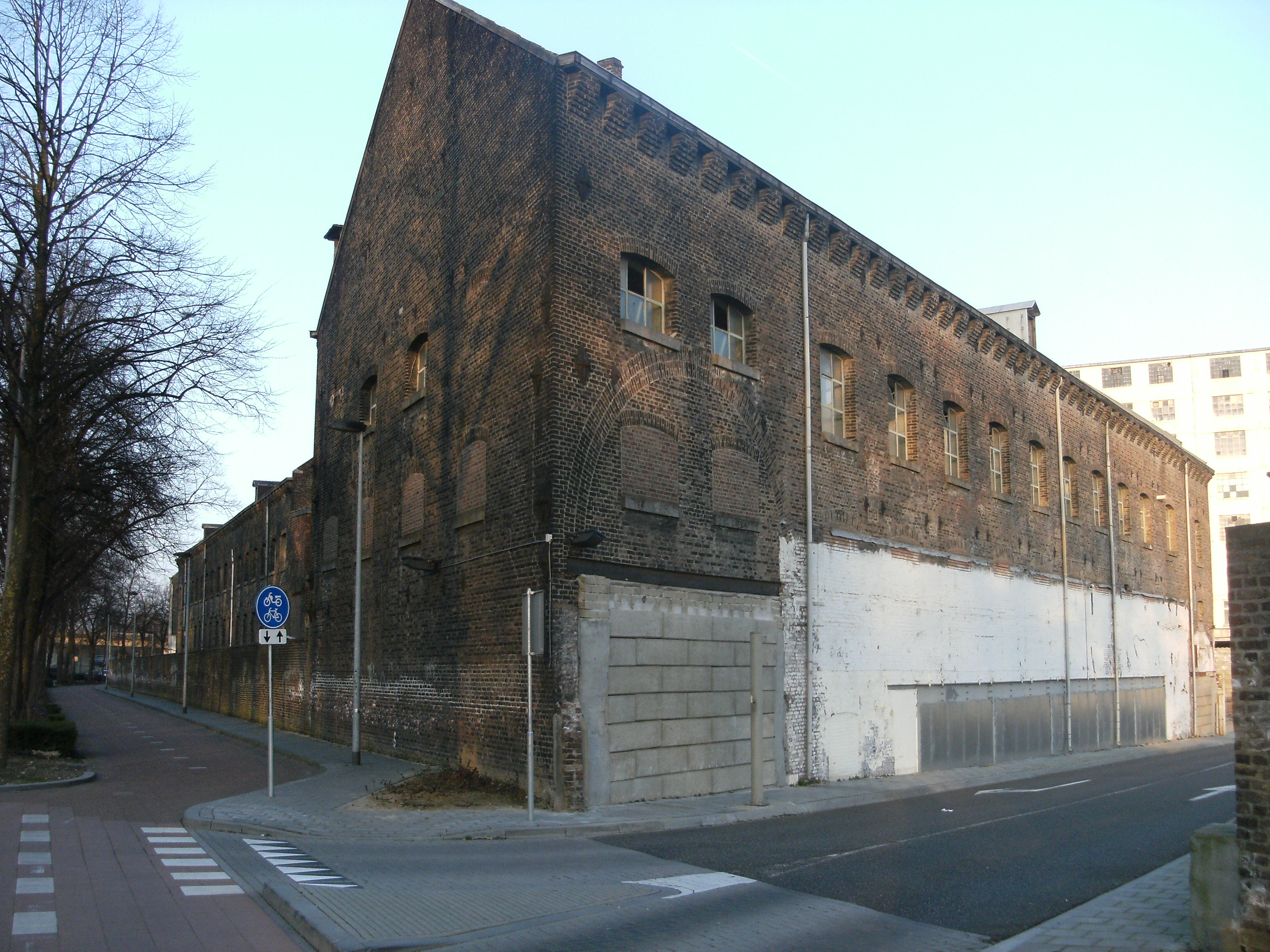
Gebouw B uit het zuiden
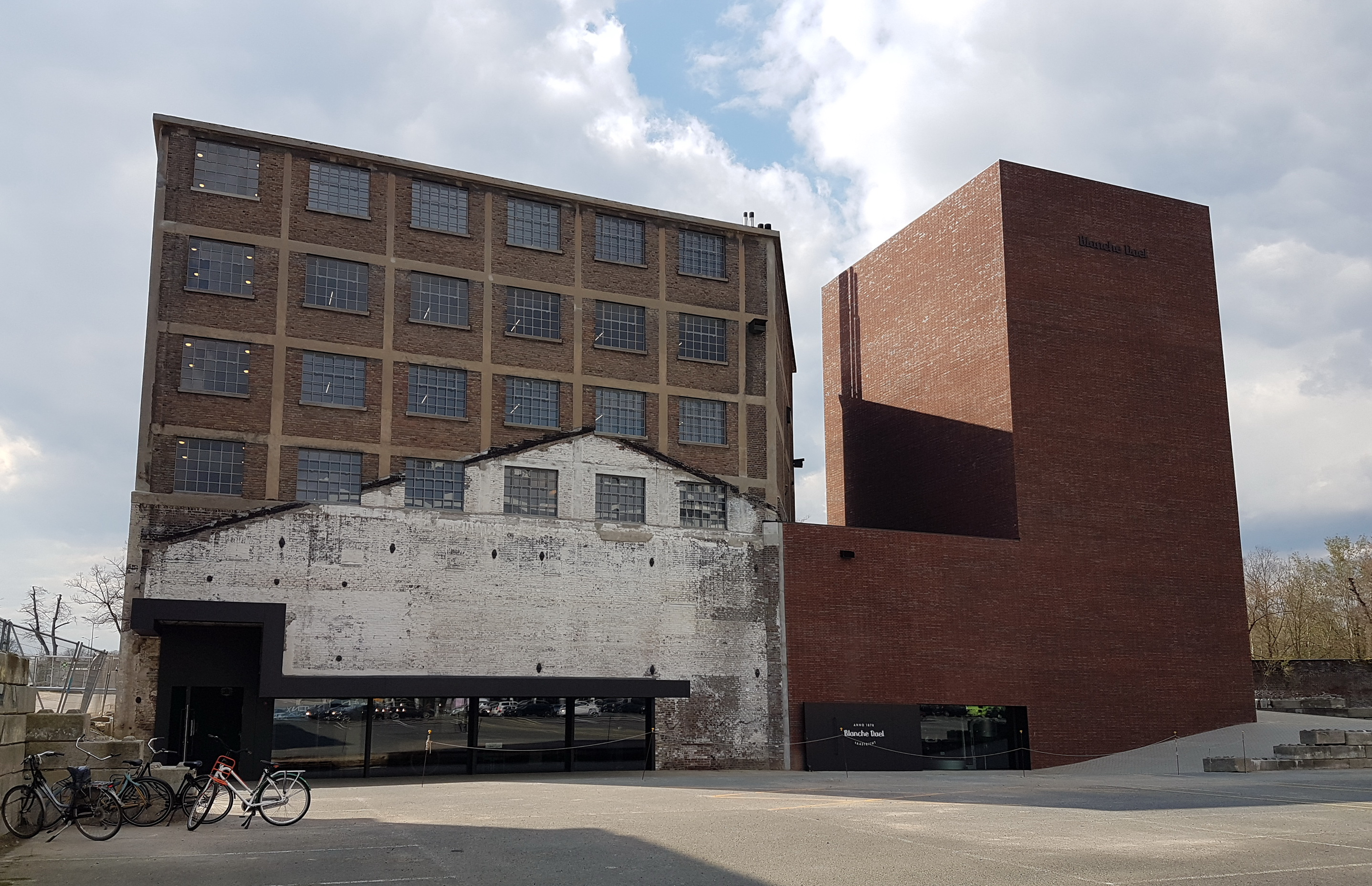
Brikkenbouw met nieuwbouw

### Kop van de Sphinx

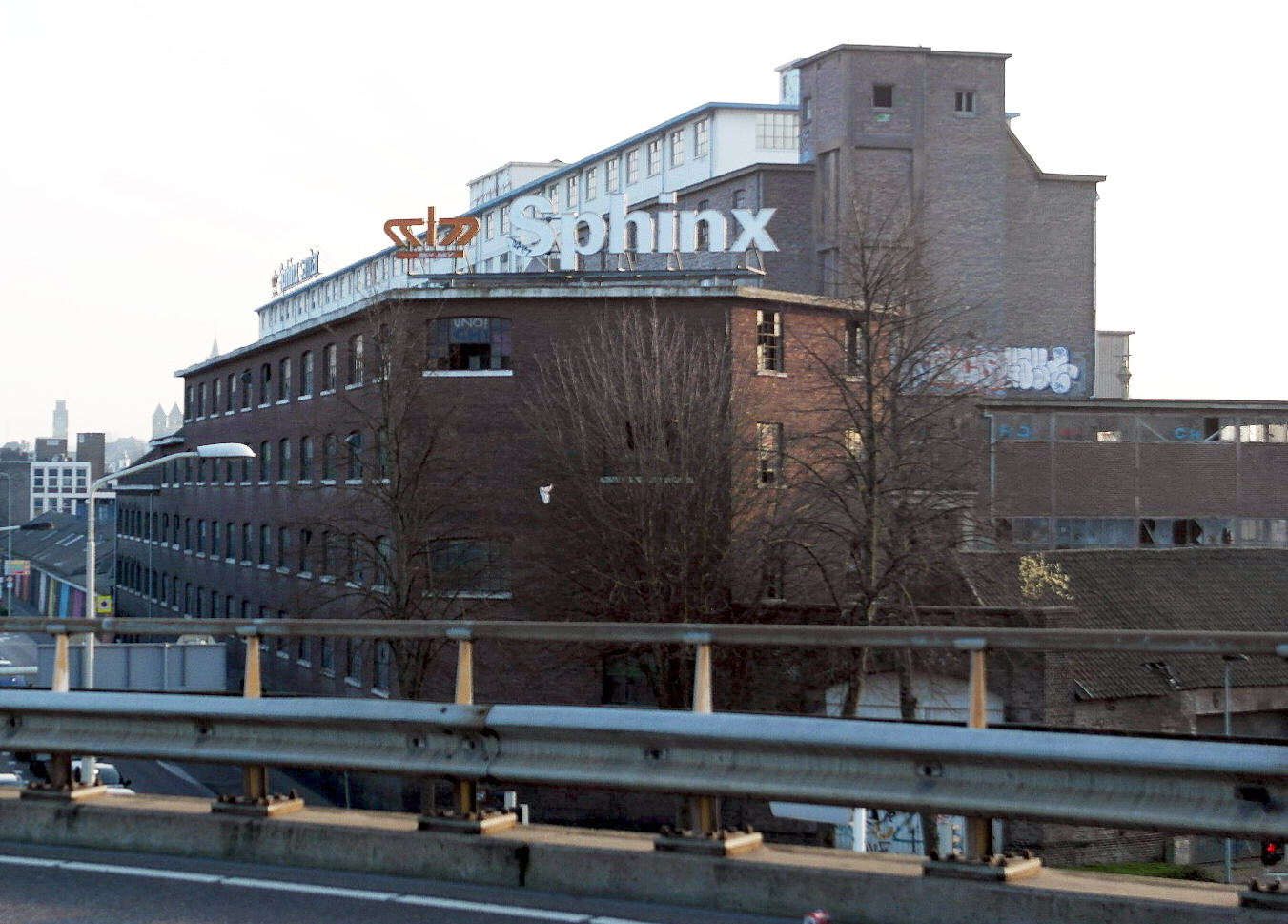
Kop van de Sphinx vanaf de (gesloopte) oprit Noorderbrug

De aan de noordzijde van het Sphinxkwartier gelegen 'Kop van de Sphinx' vormt, samen met de Timmerfabriek, een monumentaal-industriële entree van de stad. Volgens de plannen van de gemeente Maastricht wordt hier na de voltooiing van de werkzaamheden rond de omlegging van de Noorderbrugaanlanding een parkje aangelegd, het Baron Dibbetspark. Dit bouwdeel fungeert tevens als stedenbouwkundig koppelstuk tussen de Mouleurs en het Eiffelgebouw. Het bestaat uit een vijftal, deels met elkaar verbonden gebouwen, waarvan het Poortgebouw met de poort uit 1873 het oudste is. Dit gebouw hoort typologisch bij de 'Belgen'. Het Gipsgebouw en het Molengebouw dateren beide uit 1893, maar laatstgenoemd bouwwerk werd in 1918 met enkele verdiepingen verhoogd. Het Vormenmagazijn werd in 1903 tegen de noordwestelijke fabrieksmuur aan gebouwd. Dwars door het gebouw liepen spoorlijnen voor het goederentransport. Het donkere, bakstenen gebouw van vier tot vijf verdiepingen langs de Boschstraat is de sanitairfabriek van 1911. De gebouwen zijn in 2018-19 gerestaureerd en in gebruik genomen door Loods 5. Aan de zuidzijde van de lichtstraat tussen het Molengebouw en de Gipsfabriek bevindt zich de hoofdingang.

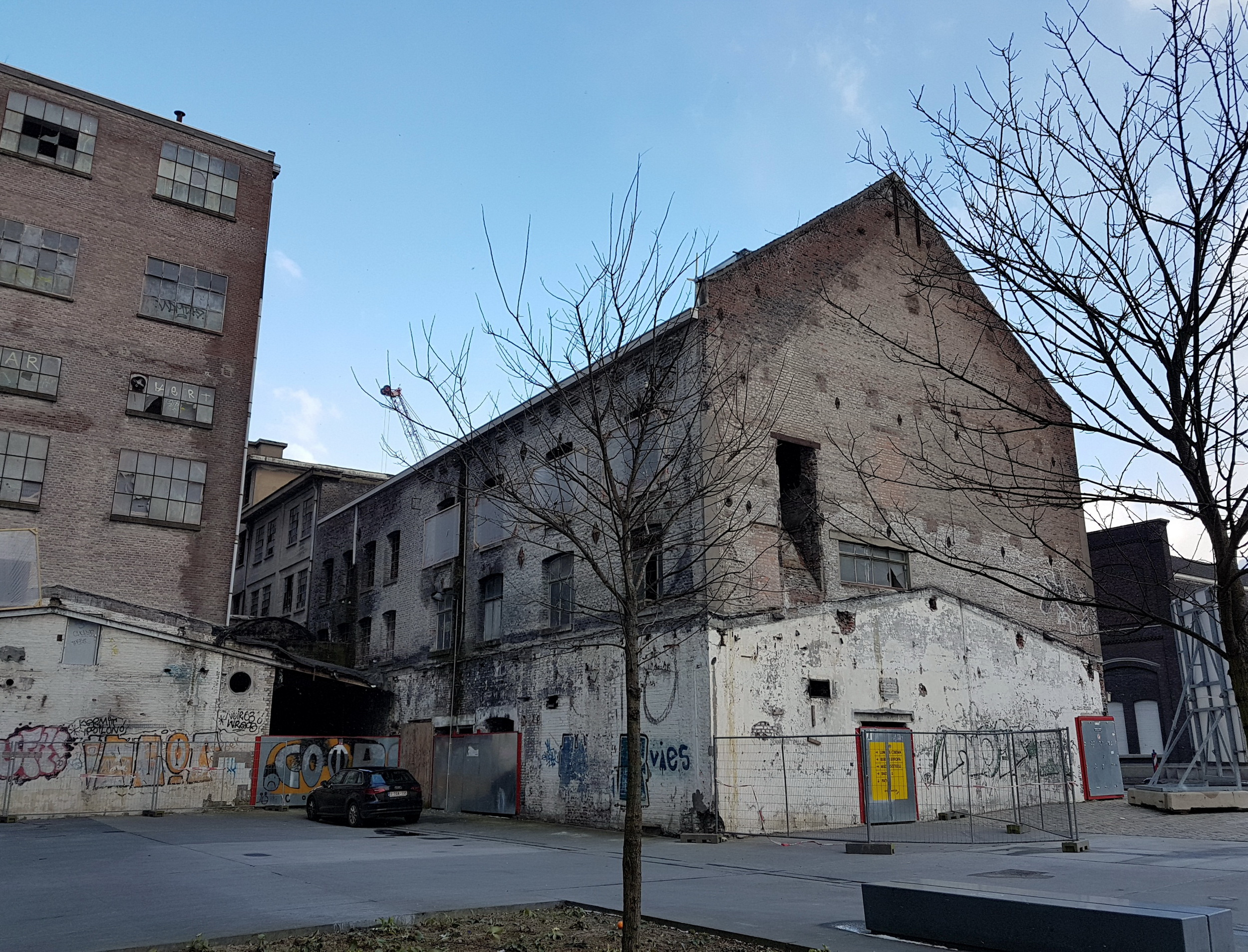
Molengebouw (links) en Gipsfabriek vanaf de Sphinxcour
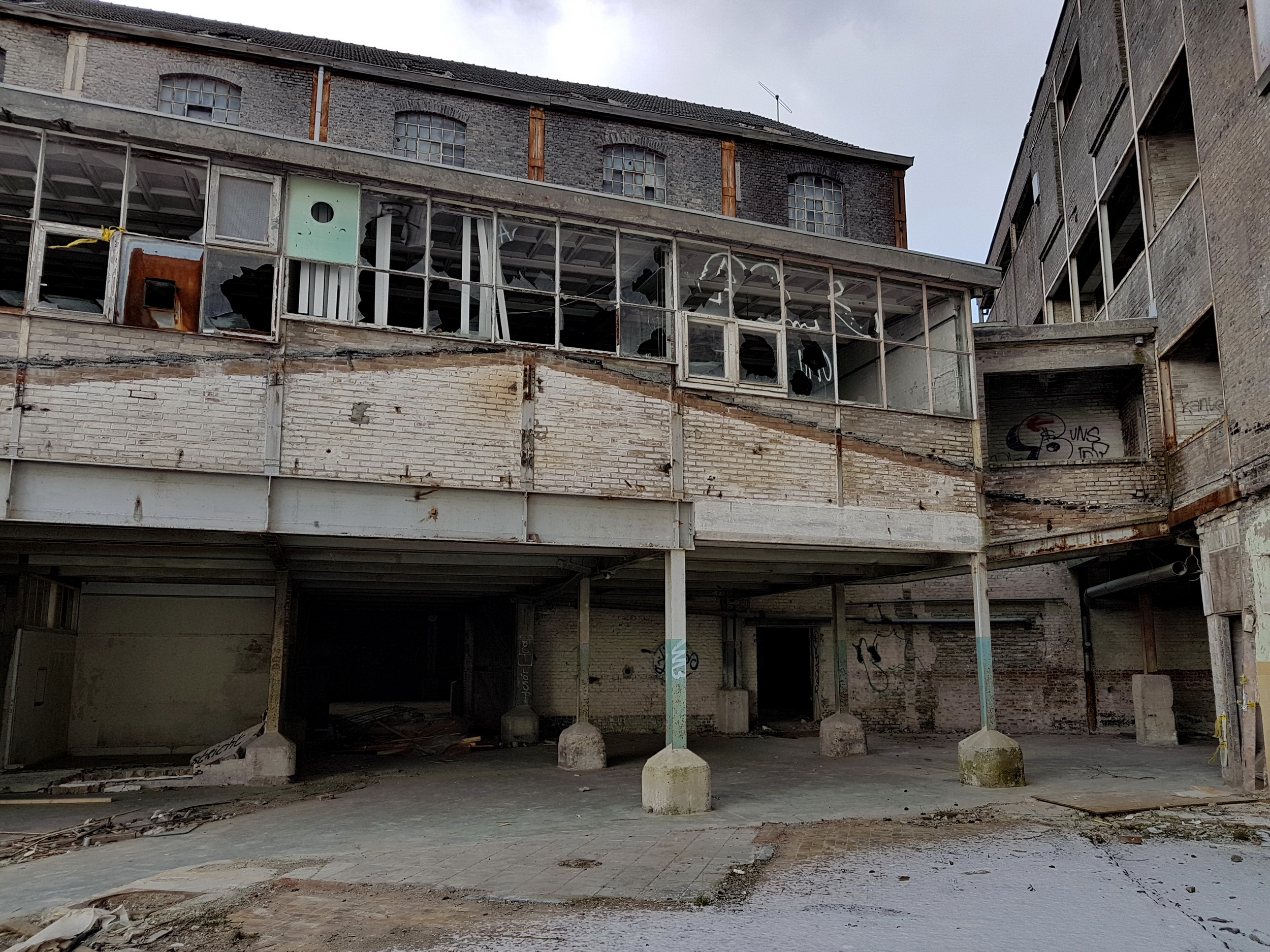
Vormenmakerij en Molengebouw (rechts) vanaf het binnenterrein
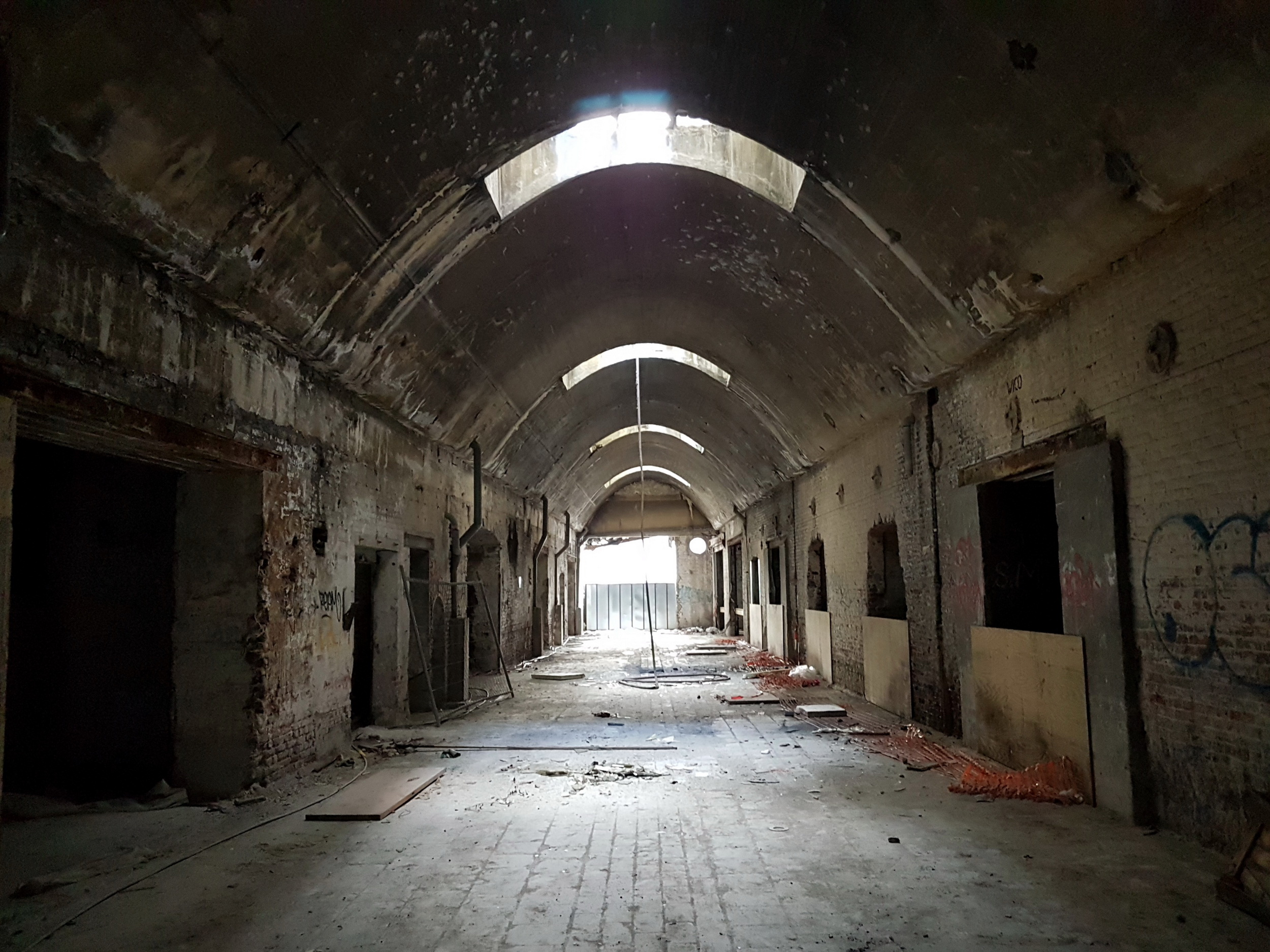
Lichtstraat tussen Sanitairfabriek (links) en Molengebouw
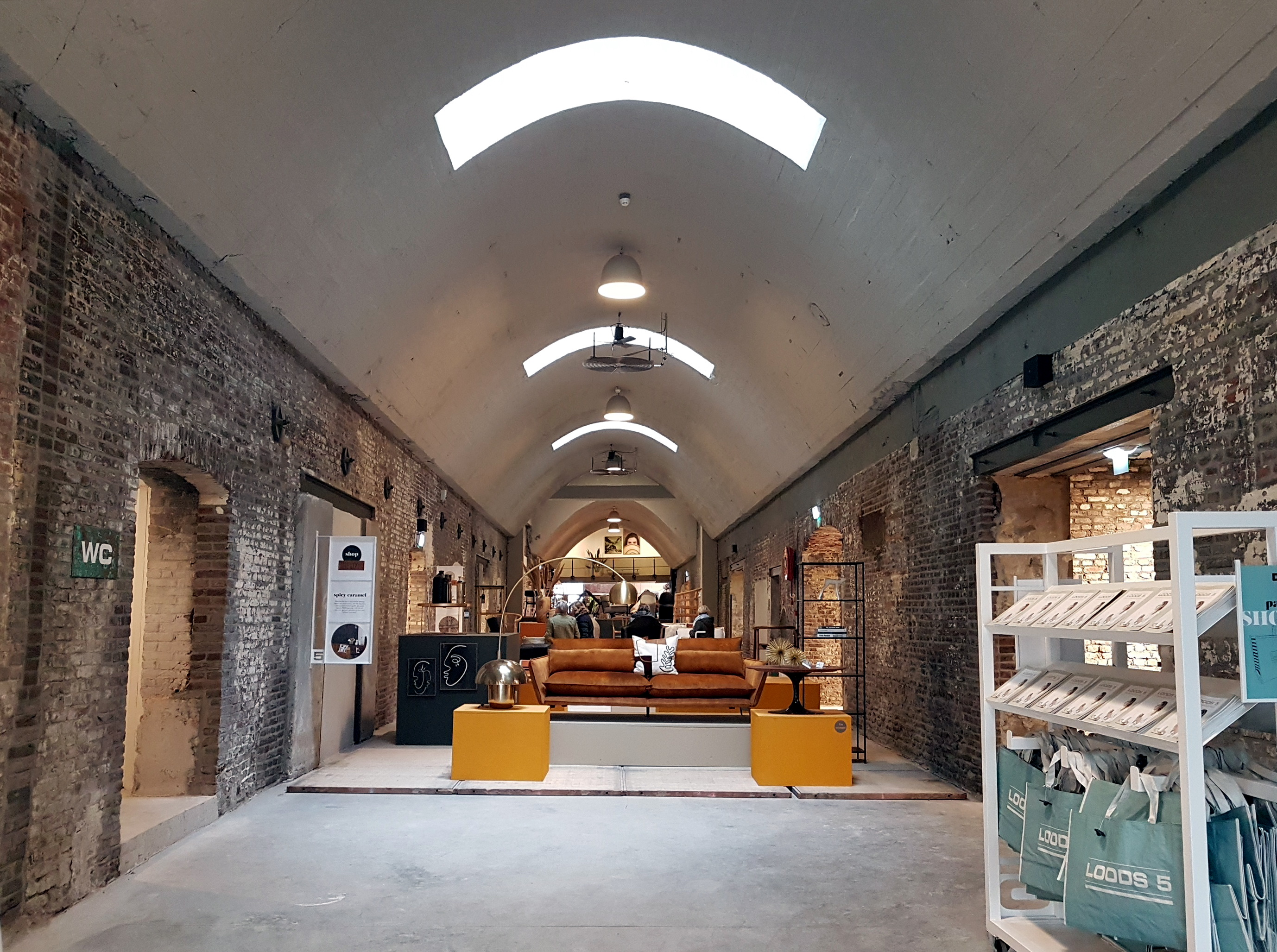
Dezelfde lichtstraat na ingebruikname door Loods 5

### Sphinxmagazijnen
Het magazijngebouw vormt qua oppervlakte het grootste onderdeel van de Timmerfabriek. Het gebouw telt twee bouwlagen. Achter de langgerekte, symmetrische gevel aan de Boschstraat gaat een dwars geplaatste sheddakconstructie schuil. De gevel wordt geaccentueerd door baksteenprofielen, een gepleisterde plint, gekoppelde segmentboogvensters en een centraal geplaatste inrijpoort. De vensters op de verdieping zijn blind. De dorpels en vensteromlijstingen zijn van hardsteen, de vensters zelf van staal. De vormgeving van de achtergevel is aangepast aan de getande lijn van de sheddaken.
Het interieur van de magazijnen is bij de cascorestauratie zoveel mogelijk intact gelaten. Typerend voor het gebouw zijn de sheddaken met lichtstroken, die door de ruime openingen tussen beide etages, ook op de benedenverdieping voor voldoende daglicht zorgen. In het magazijn is tevens een voorbeeld te zien van een glaswand - op zich al een modern fenomeen in 1905 - met een zeer vroege stalen roedeverbinding, voor zover bekend het enige resterende voorbeeld in Nederland.

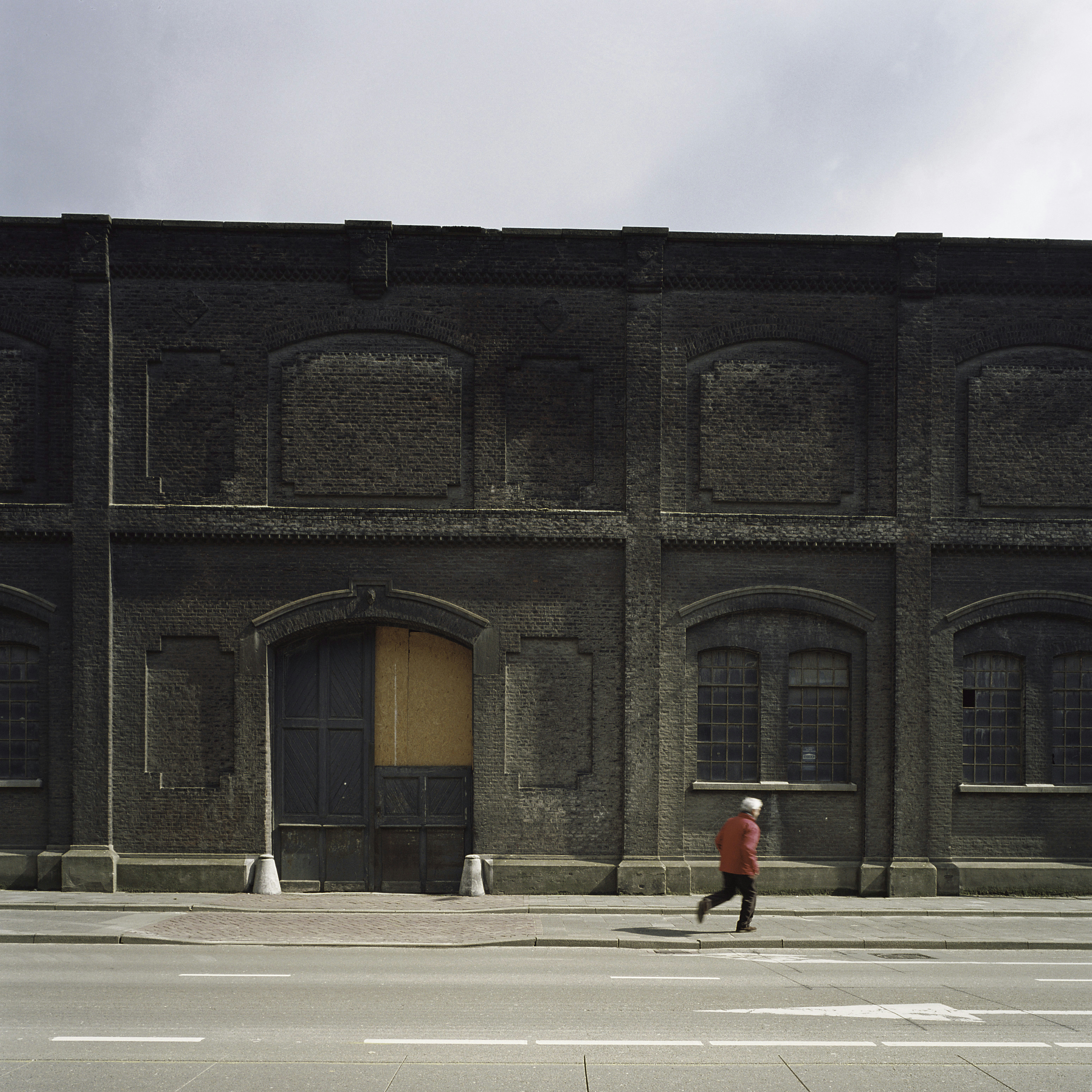
Toegangspoort magazijnen met blinde ramen bovenetage
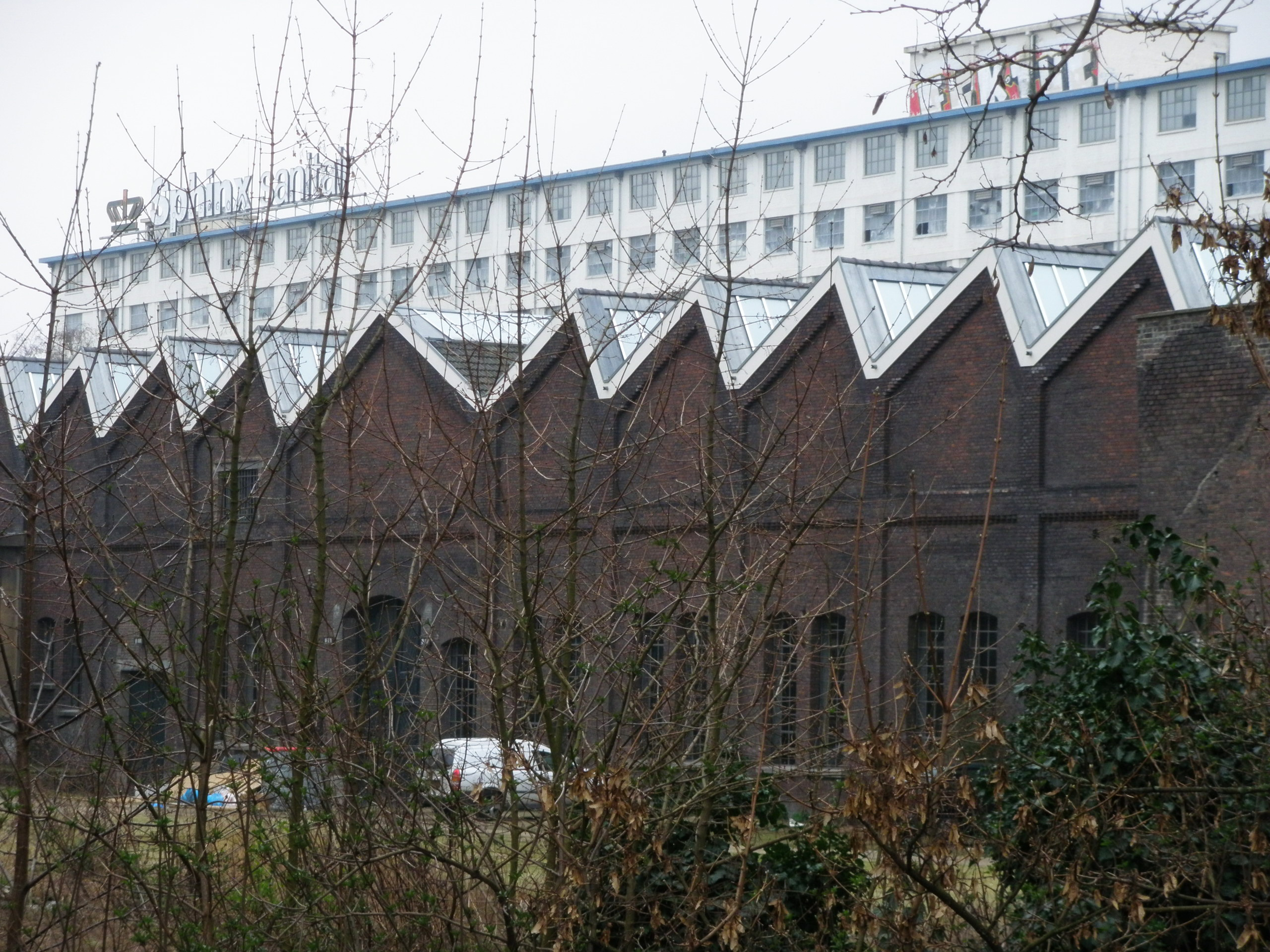
Achterzijde magazijnen met sheddaken
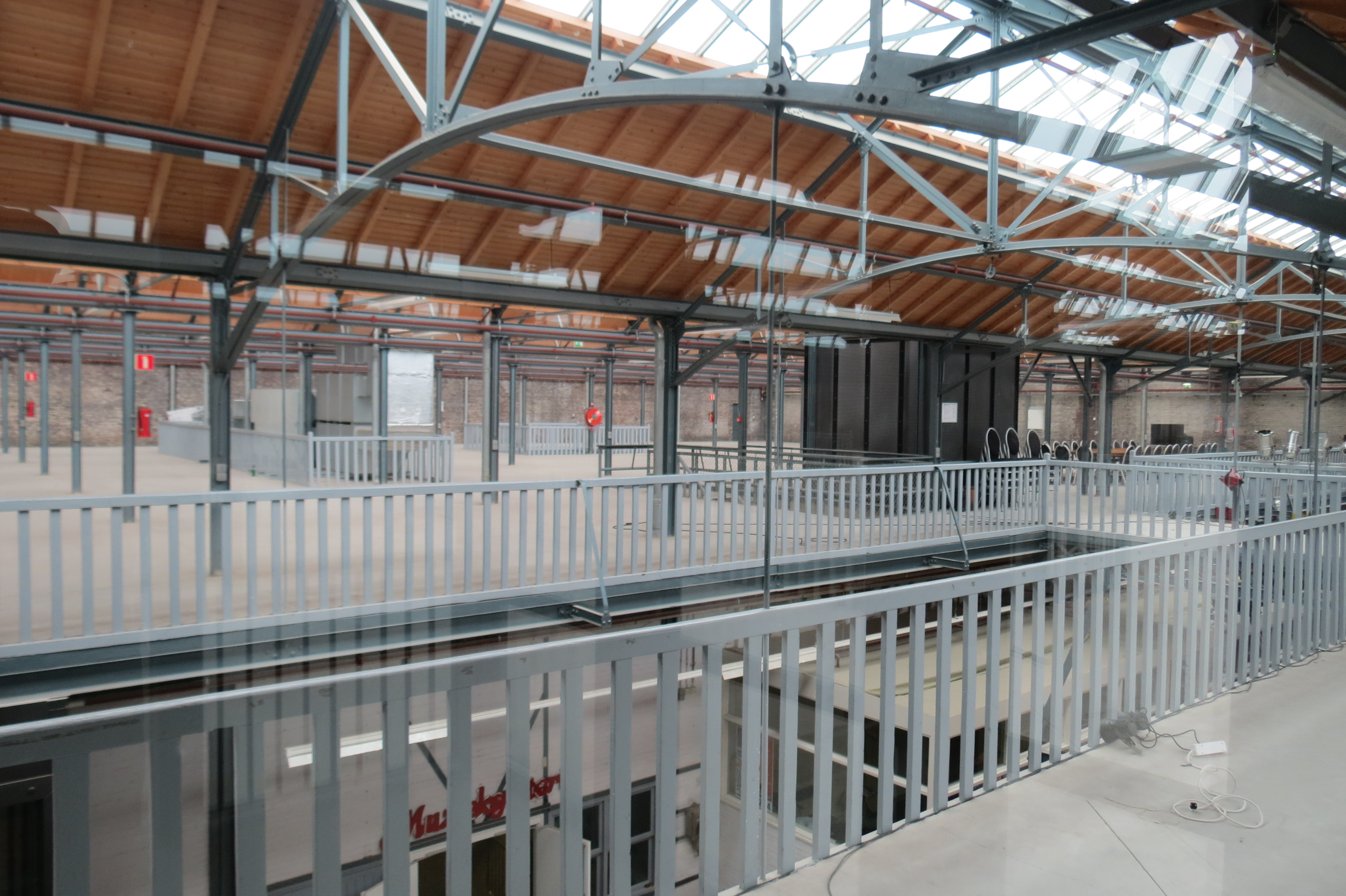
Bovenverdieping na de restauratie
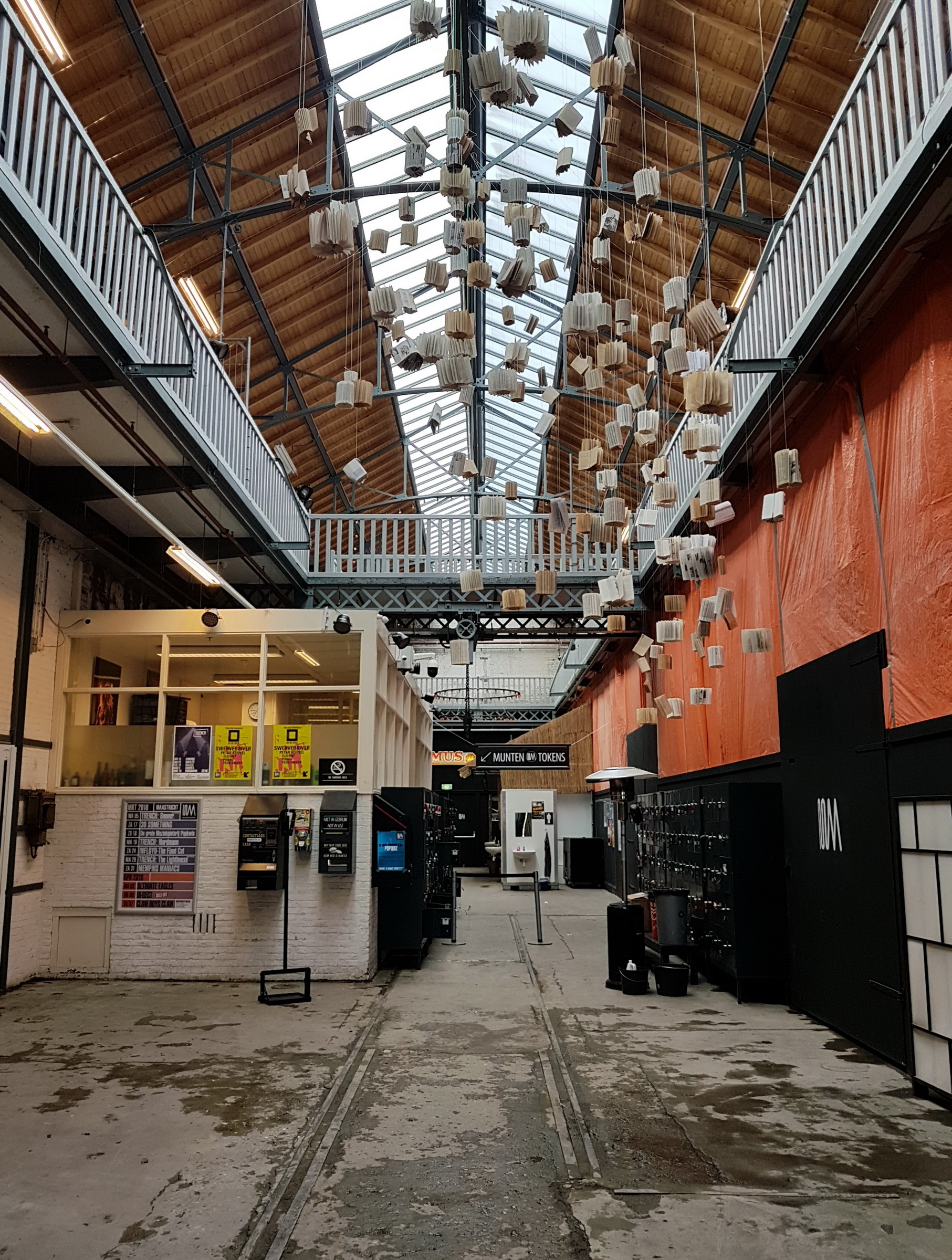
Entree Muziekgieterij

### Oude kantoor en toonzaal
De aan de zuidzijde van het magazijn gelegen toonzaal heeft aan de Boschstraatzijde een symmetrische gevel met een centrale entree die in het oorspronkelijke ontwerp was voorzien van een fronton en het opschrift "1834 P.R. 1905". De gevel aan de zuidzijde, langs de hellingbaan naar het Bassin, heeft geprofileerde baksteenaccenten. De stalen vensters in segmentbooglijsten zijn deels van recente datum.
Het interieur van dit deel van het complex is burgerlijk-chic, dit in verband met de oorspronkelijke functie als zakelijke ontvangstruimte. Vanaf de entree leidt een lange, betegelde gang naar de toonzaal. Aan weerszijden van deze gang bevinden zich kantoren. De wanden, plafonds en schoorsteenmantels van de meeste ruimten bevatten sierstucwerk en restanten van jugendstil-wanddecoraties. De ruime toonzaal heeft met zijn parketvloer een klassieke uitstraling. De hoge wanden zijn onderverdeeld in vakken met sierstuclijsten, waarbinnen zich waarschijnlijk wandschilderingen hebben bevonden. Bijzonder is de glazen overkapping, die sterk contrasteert met de klassieke inrichting.

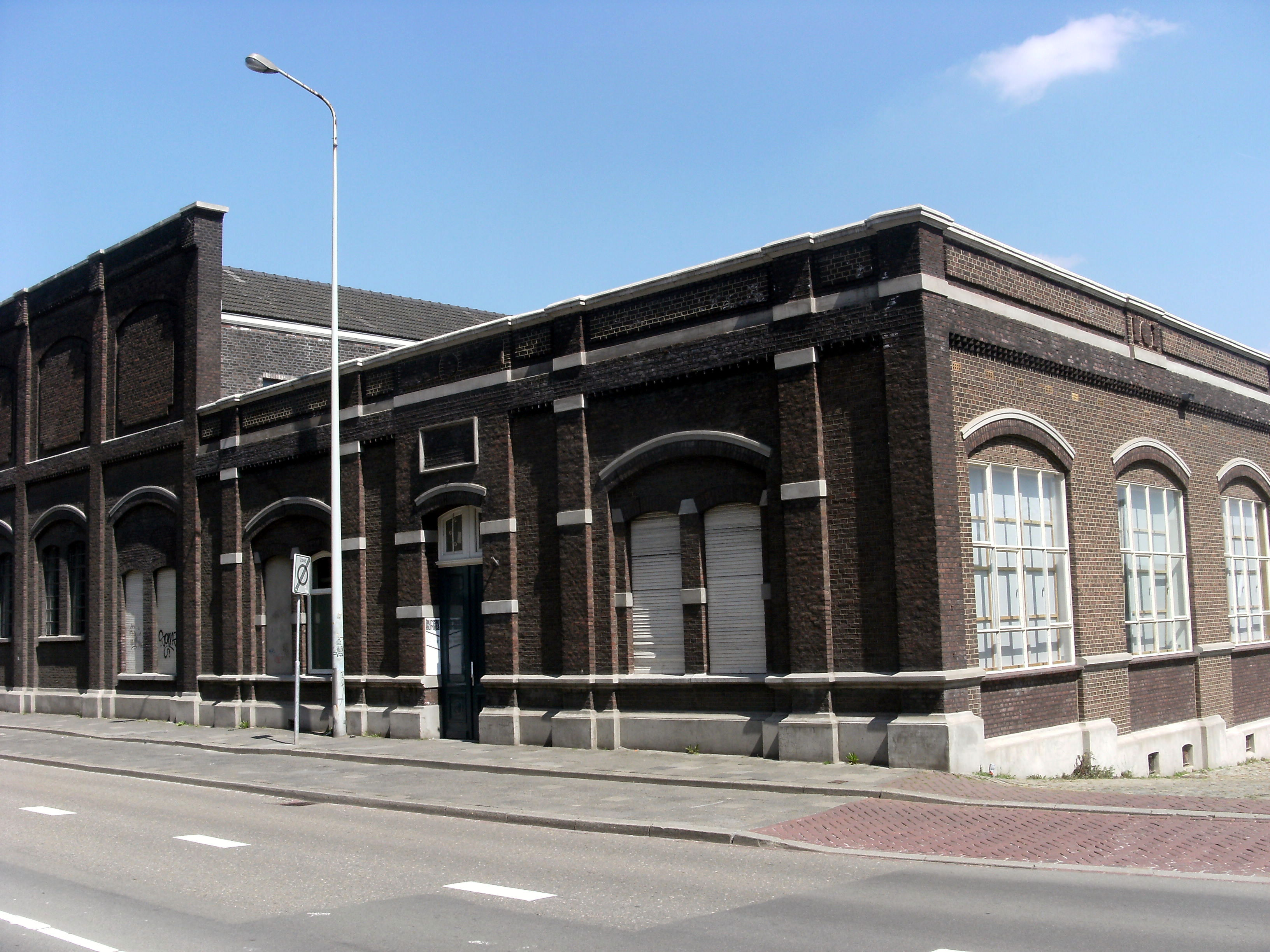
Baksteengevels
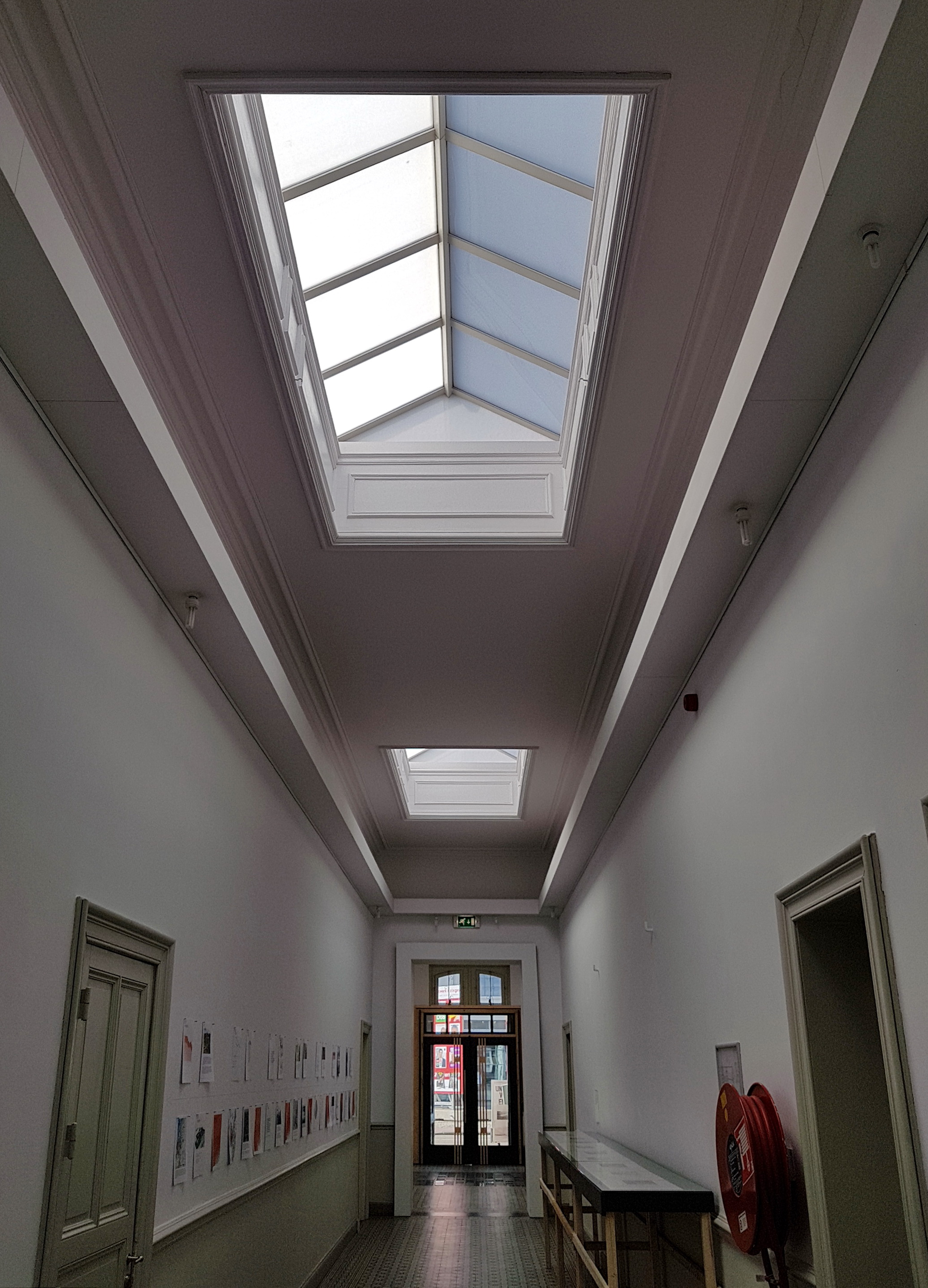
Gang kantoorgedeelte
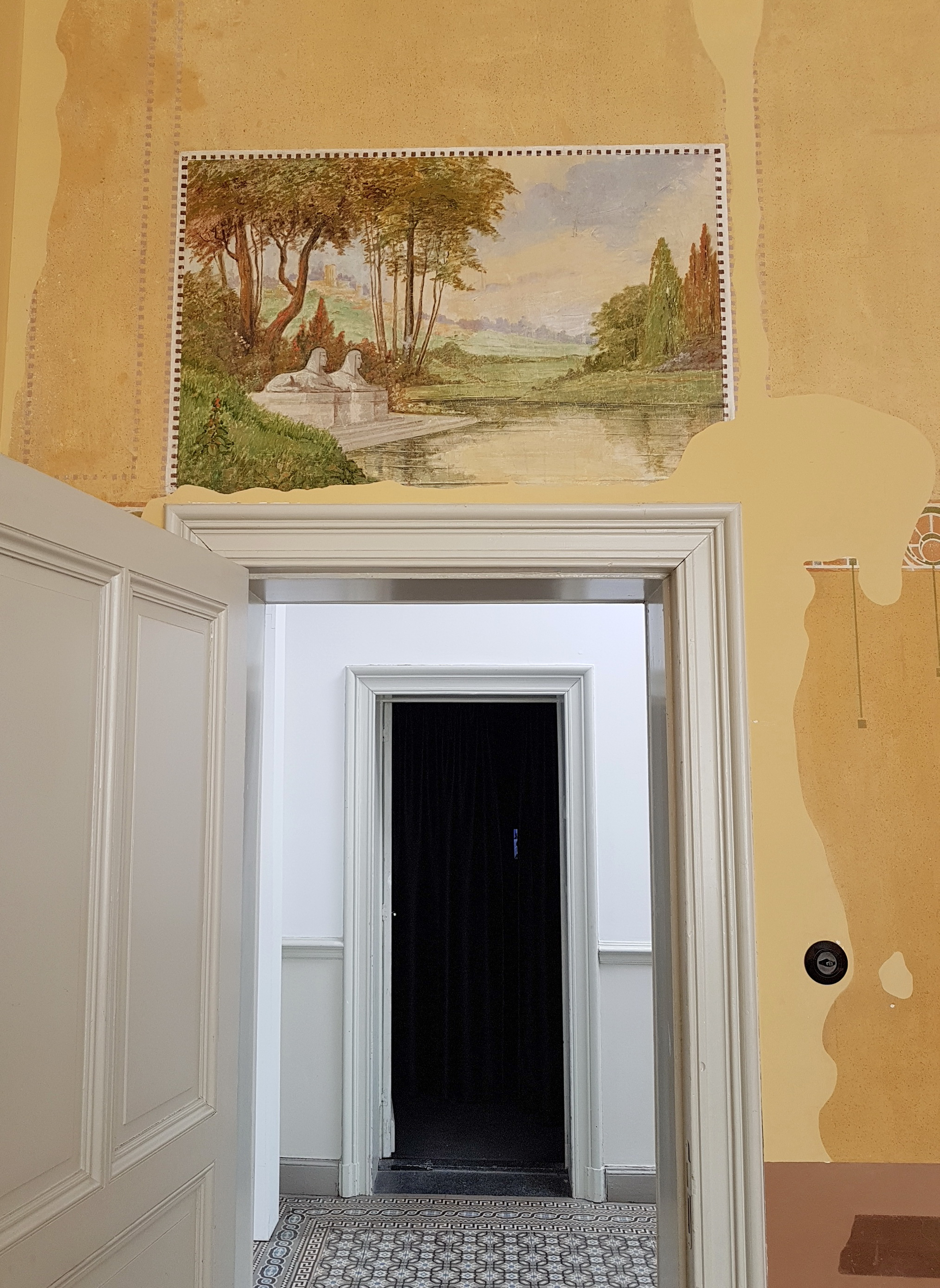
Wanddecoratie kantoor
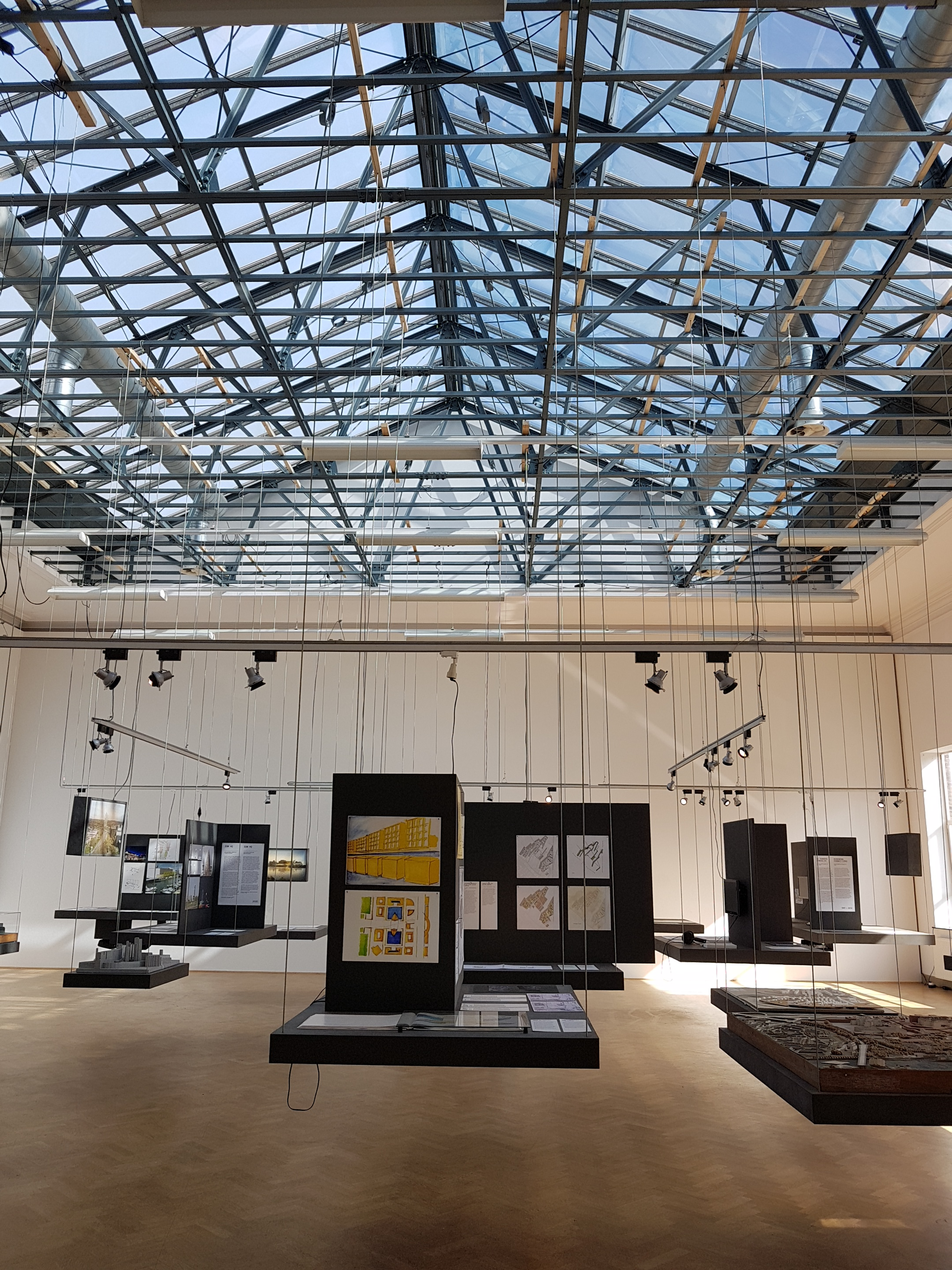
Dakconstructie toonzaal

### Elektriciteitscentrale, ketelhuizen en Hennebiquegebouw

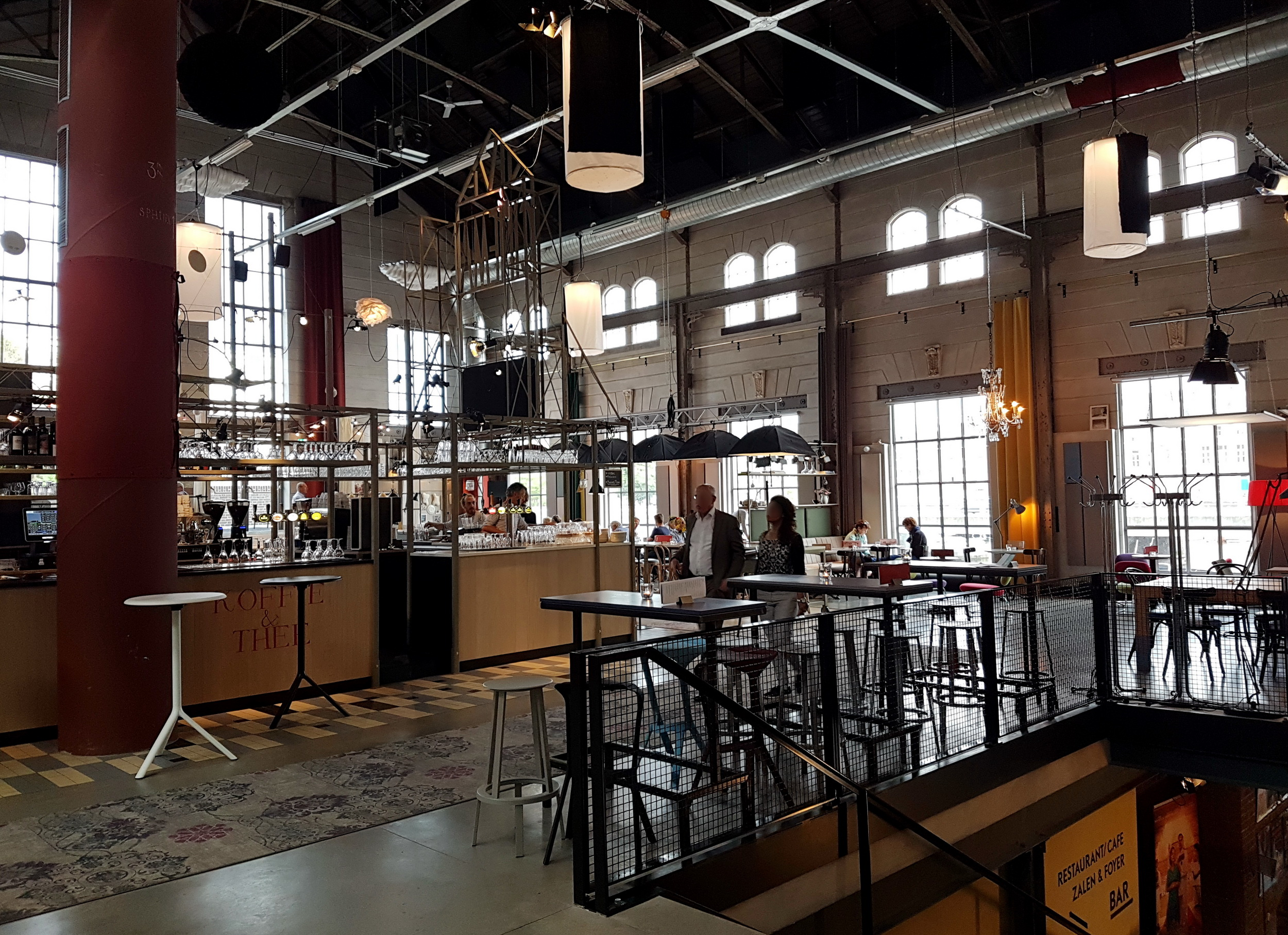
Café-restaurant in de Elektriciteitscentrale

De elektriciteitscentrale is een eclectisch gebouw op de hoek van het Bassin en de Zuid-Willemsvaart. Het uit 1910 daterende gebouw telde oorspronkelijk drie verdiepingen en heeft een zadeldak, waarvan de nok versierd is met een opengewerkte, gietijzeren kam. De deels gepleisterde en zachtgeel geschilderde baksteengevels zijn versierd met siermetselwerk. Bij de verbouwing van 2015-16 is op de begane grond een kassahal en een café ingericht. Een brede trap voert naar de bovenverdieping, die geheel in beslag wordt genomen door een grand café, ontworpen door Dorine de Vos en Rosie Stapel.
De ketelhuizen in functionele stijl dateren uit 1910 en 1933. Het laatste is iets hoger dan het eerste. De ijzeren dakconstructies zijn bij de reconstructie gedemonteerd, gerestaureerd en opnieuw gemonteerd na de herbouw van de dragende muren van baksteen binnen een ijzeren frame. De zadeldaken van beide gebouwen hebben een parallel aan de nok lopende opbouw, waarvan de dakschilden bestaan uit glas. In het interieur vormen de ketelhuizen één doorlopende ruimte. De inrichting is sober met betonnen vloeren, kale muren en schijnbaar vrijstaande filmzalen. De zalen liggen deels ondergronds, zodat het zicht op de historische dakconstructies bewaard is gebleven.
Het naastgelegen Hennebiquegebouw uit 1911 is waarschijnlijk het oudste betonnen gebouw in Maastricht, één jaar ouder dan de Wiebengahal en de Cokesfabriek. Het is een vroege toepassing van het Hennebiquesysteem, waarbij de grenzen van de betonconstructiemethode werden opgezocht met rankere kolommen en zonder verbreding waar de balk op de kolom rust. Deze constructiemethode is aan de gevel zichtbaar gebleven. Ten behoeve van een doorgang naar het achtergelegen plein, zijn de voor- en achtergevel ten dele geopend door de betonvulling tussen het betonskelet te verwijderen. Hierachter is een brede trap aangelegd.

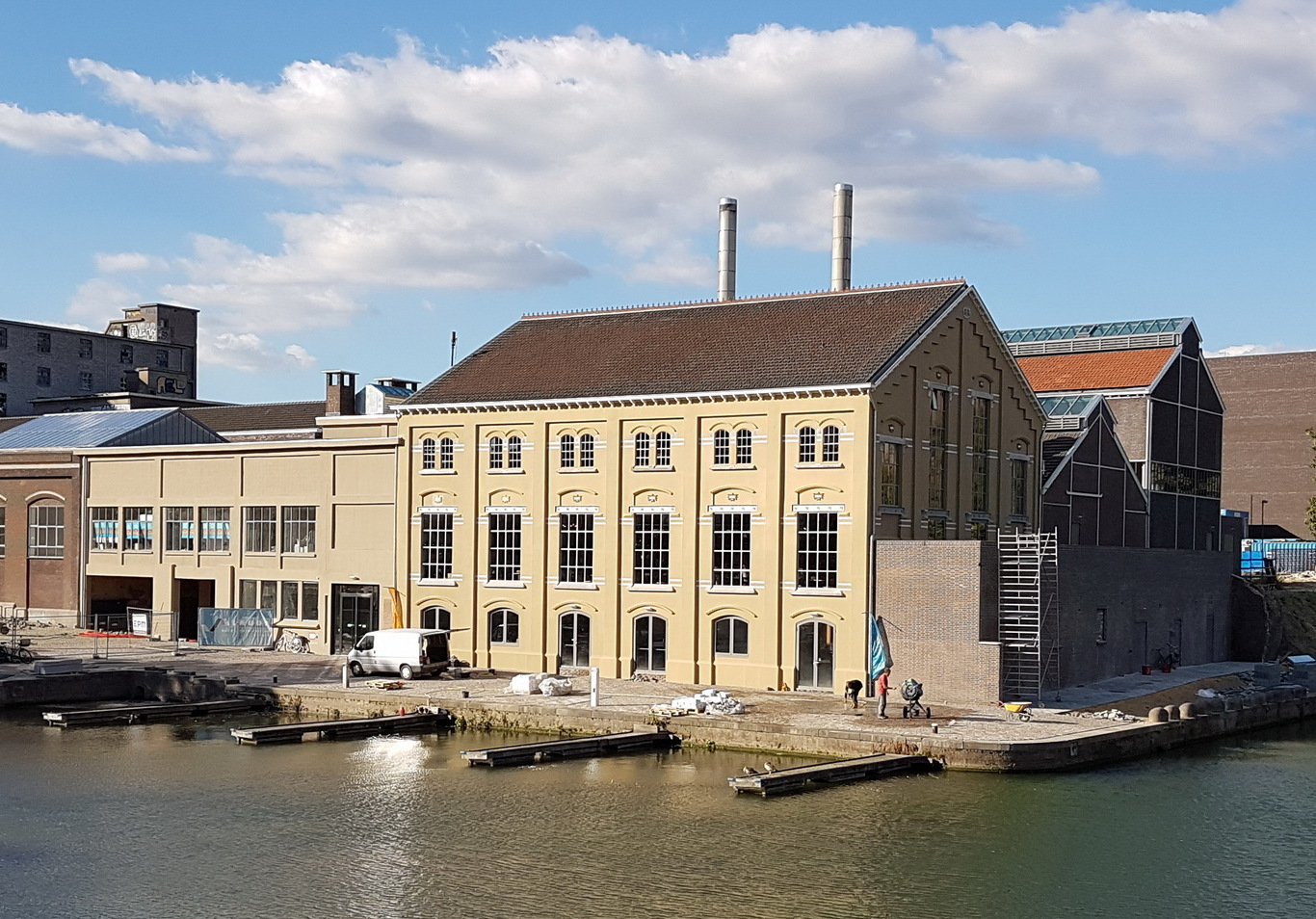
Bassinzijde
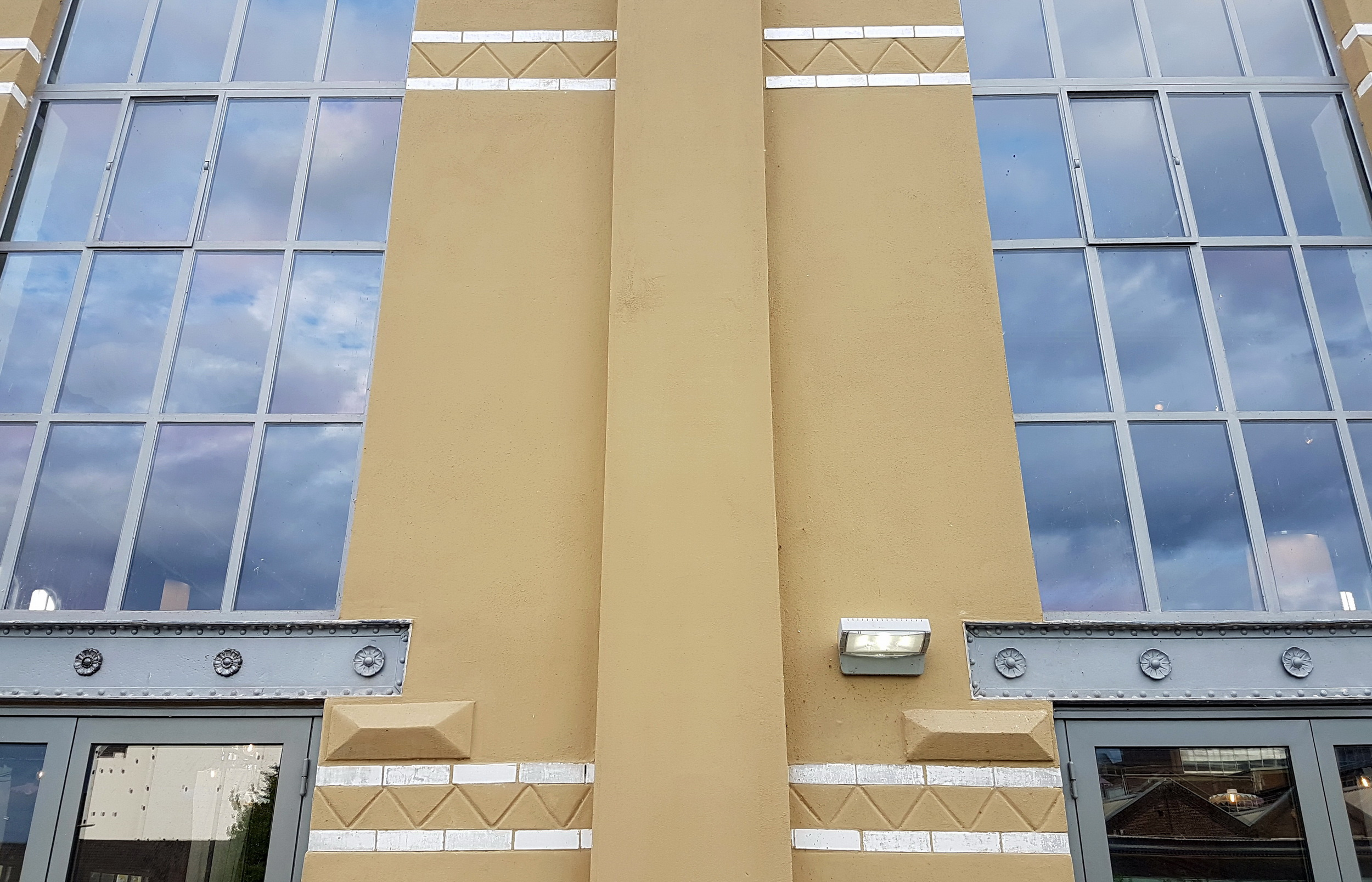
Detail Elektriciteitscentrale
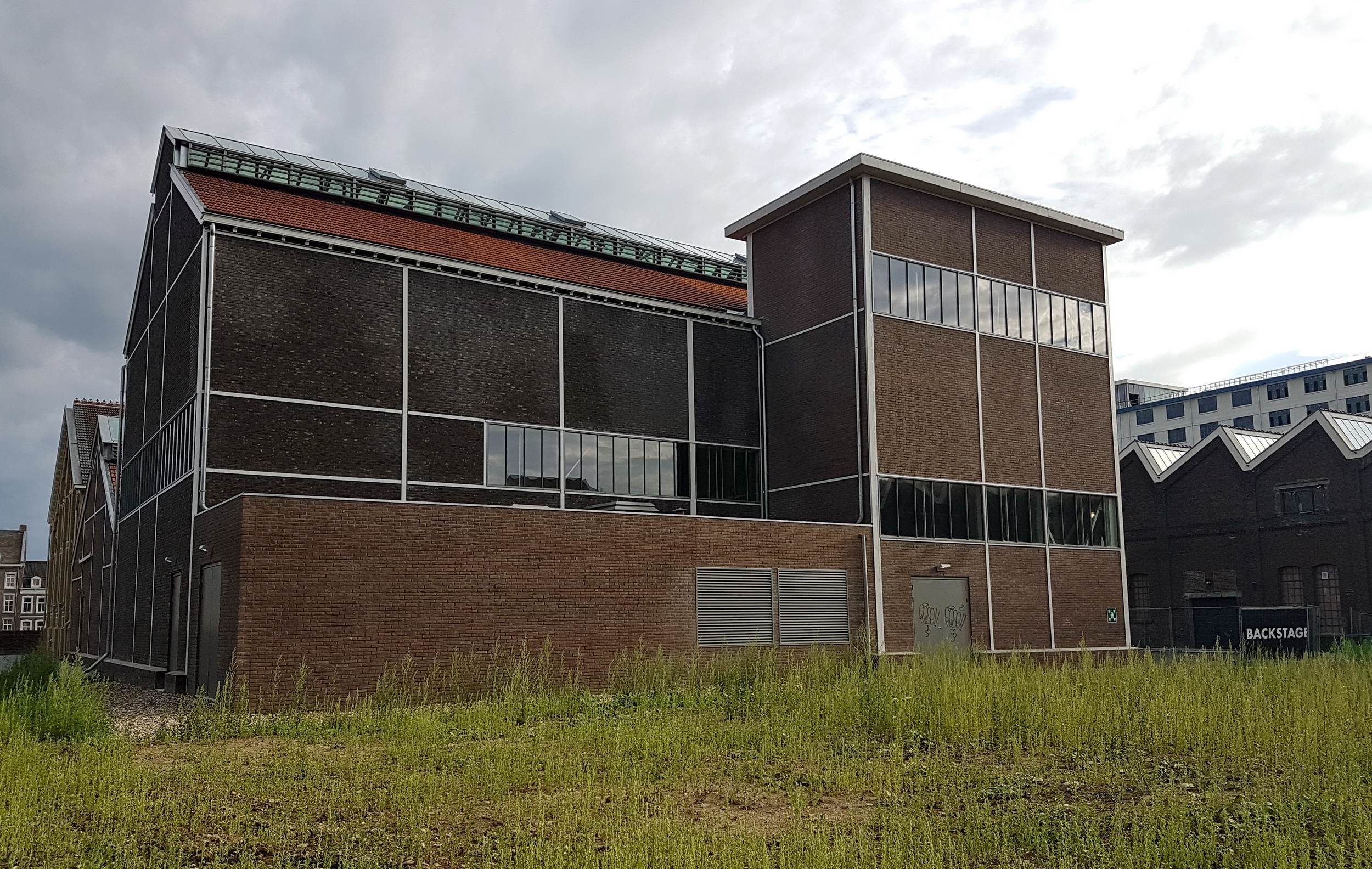
Herbouwde ketelhuizen
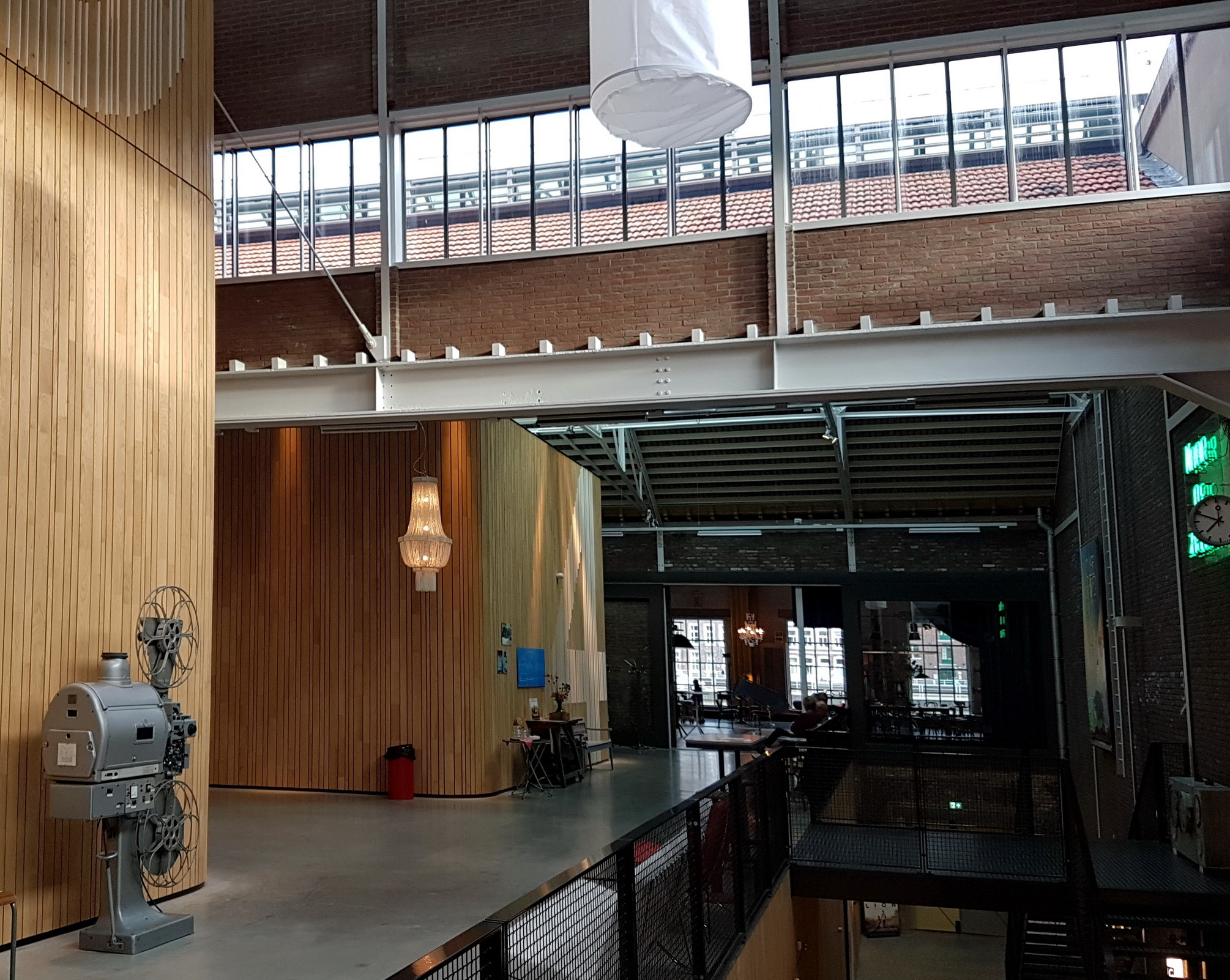
Filmzalen Lumière